# Bing Crosby
Bing Crosby, właśc. Harry Lillis Crosby Jr. (ur. 3 maja 1903 w Tacoma, Waszyngton, zm. 14 października 1977 w Alcobendas w Madrycie) – jeden z najpopularniejszych amerykańskich piosenkarzy i aktorów, uważany za główne źródło inspiracji dla gwiazd muzyki, takich jak: Frank Sinatra, Dean Martin, Perry Como, Elvis Presley, Dick Haymes, John Lennon, a z postaci bardziej współczesnych Michael Bublé. Jest rekordzistą w wielu kategoriach. Czterdzieści jeden singli piosenkarza notowanych było na pierwszym miejscu list przebojów, co stanowi niepobity rekord. Najbardziej znany z nich, utwór „White Christmas”, jest najlepiej sprzedającym się singlem w historii muzyki rozrywkowej. Piosenki w wykonaniu Crosby’ego były 14-krotnie nominowane do Oscara, a cztery z nich otrzymały to wyróżnienie. W 1948 roku amerykańskie ankiety ogłosiły go „najbardziej podziwianym żyjącym człowiekiem” (ang. „most admired man alive”), w których Crosby wyprzedził Jackiego Robinsona i papieża Piusa XII. Piosenkarz ponadto jest najczęściej nagrywanym piosenkarzem w historii. Jego kariera zbiegła się z nowinkami technicznymi, takimi jak mikrofon, co pozwoliło mu rozwinąć spokojny, intymny styl śpiewania. Był pierwszym wykonawcą, który nagrywał na taśmę magnetofonową. Finansował także rozwój taśm wideo.

## Życiorys

### Młodość

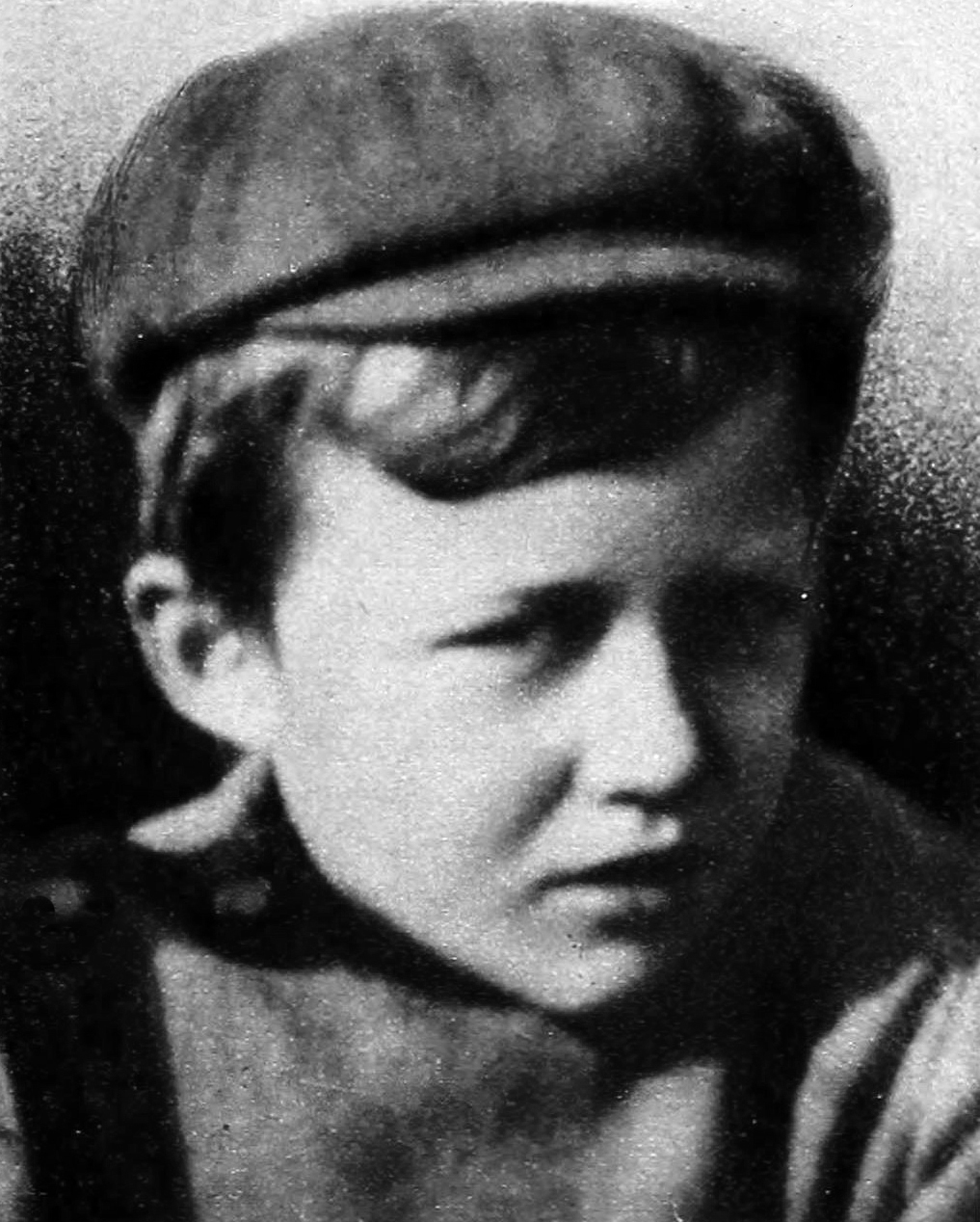
Harry Lillis Crosby w wieku dziewięciu lat (1912).

Syn Catherine Crosby (1873–1964) z d. Harrigan, Irlandki z pochodzenia, i Harry’ego Crosby’ego Sr. (1871–1950), mającego angielskich przodków. Jego kariera rozpoczęła się w 1925 r. i trwała aż do jego niespodziewanej śmierci (zmarł na atak serca grając w swoją ulubioną grę – golfa).
Crosby uczęszczał do Gonzaga Preparatory School w Spokane, a następnie studiował na Gonzaga University przez trzy lata, lecz nie uzyskał dyplomu. Jako student pierwszego roku grał w uniwersyteckiej drużynie baseballowej. Uniwersytet przyznał mu tytuł doktora honoris causa w 1937 roku.

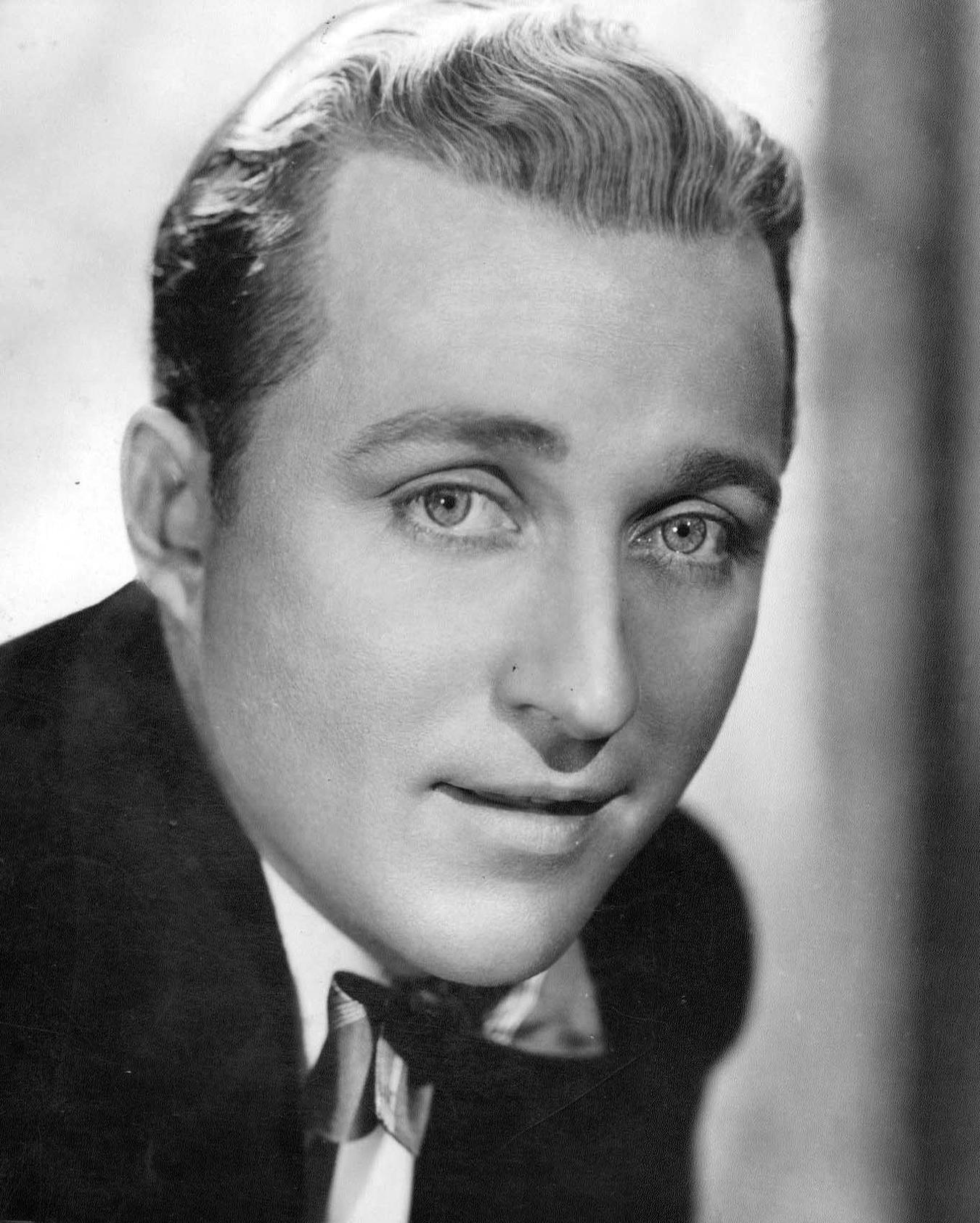
Crosby (lata 30.)

Fascynacja jazzem rozpoczęła się u niego, gdy jako młody chłopiec zobaczył koncert Ala Jolsona w 1917 r. Wtedy postanowił zostać piosenkarzem. Podczas studiów na Gonzaga University ćwiczył grę na perkusji, dzięki czemu został zaangażowany do orkiestry Musicaladers pod dyrekcją Ala Rinkera, z którą w 1926 r. wystąpił w Metropolitan Theatre w Los Angeles. Został wtedy zauważony przez Paula Whitemana, dzięki czemu 6 grudnia 1926 r. zadebiutował w Tivoli w Chicago.

### Kariera wokalna i aktorska

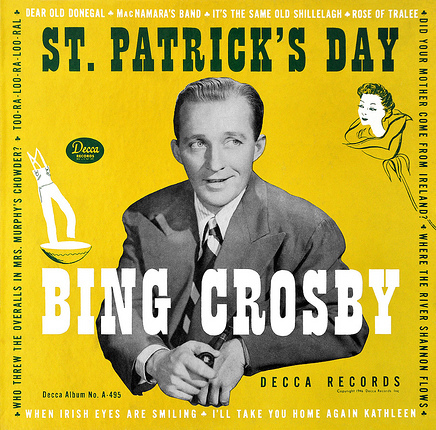
Okładka albumu kompilacyjnego Crosby’ego St. Patrick’s Day wydanego w 1947 roku.

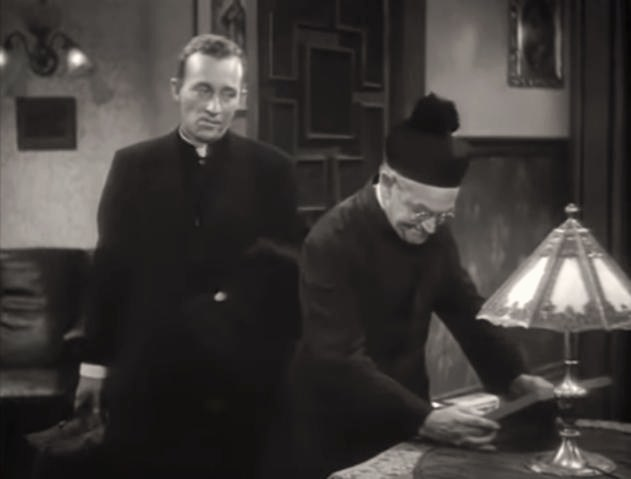
Kadr z filmu Idąc moją drogą (1944)

Bing oraz Al Rinker występowali razem już w 1925 roku wraz z orkiestrą Whitemana. Natomiast gdy w 1927 roku dołączył do nich pianista i autor tekstów Harry Barris, wspólnie założyli grupę muzyczną pod nazwą The Rhythm Boys. Crosby zdobył cenne doświadczenie podczas rocznej trasy koncertowej z Whitemanem, występując i nagrywając z Bixem Beiderbecke, Jackiem Teagardenem, Tommym Dorseyem, Jimmym Dorseyem, Eddie Langiem oraz Hoagym Carmichaelem. Nabierał doświadczenia jako wokalista oraz coraz bardziej postrzegano go jako solowego piosenkarza. The Rhythm Boys rozpadł się kiedy Crosby postanowił rozpocząć samodzielną karierę i opuścił zespół.

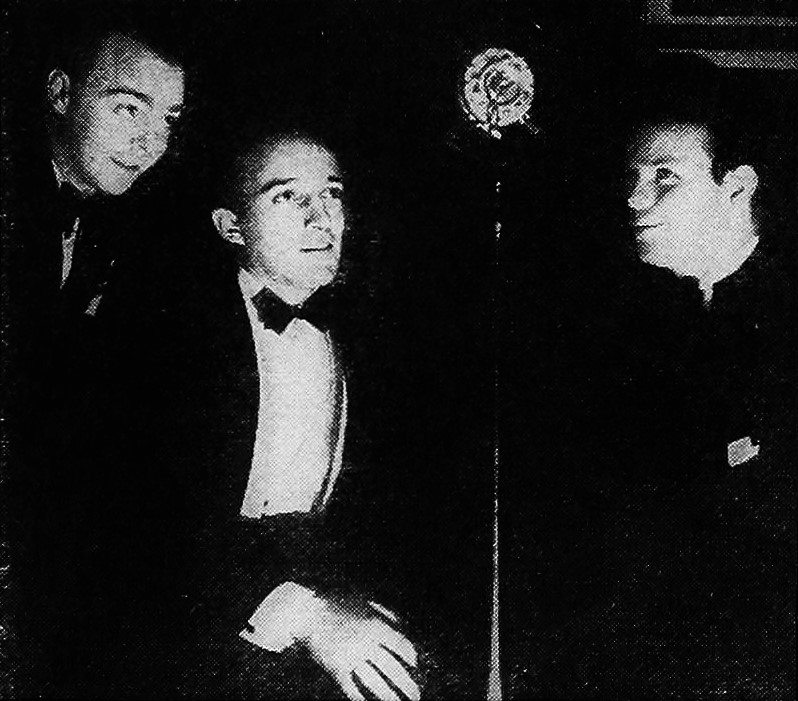
The Rhythm Boys

W 1930 r. po raz pierwszy wystąpił w filmie Król jazzu (ang. King of Jazz), gdzie wykonał kilka piosenek. Później występował w wielu innych filmach, a za rolę w Idąc moją drogą (ang. Going My Way) z 1944 r. w reżyserii Leo McCareya, w 1945 r. otrzymał Oscara dla najlepszego aktora. Do Nagrody Akademii Filmowej w tej kategorii nominowany był jeszcze dwa razy: w 1946 za rolę księdza Chucka O’Malleya w filmie Dzwony Najświętszej Marii Panny, a także w 1955 za rolę Franka Elgina w dramacie Dziewczyna z prowincji. Wraz z piosenkarzem i aktorem Bobem Hopeem wystąpił w siedmiu filmach z serii Droga do... (ang. Road to...). Filmy należące do tej serii to: Droga do Singapuru (1940), Droga do Zanzibaru (1941), Droga do Maroka (1942), Droga do Utopii (1946), Droga do Rio (1947), Droga do Bali (1952) oraz Droga do Hong Kongu (1962). Crosby i Hope bardzo często pojawiali się razem na różnego rodzaju okolicznościowych koncertach (na przykład 11 lutego 1968 roku podczas otwarcia nowej hali Madison Square Garden). Ich wspólne występy oraz filmy zapewniły im dużą popularność, dlatego też często byli określani jako duet, choć oficjalnie nigdy owego nie założyli (tak jak np. Dean Martin i Jerry Lewis).

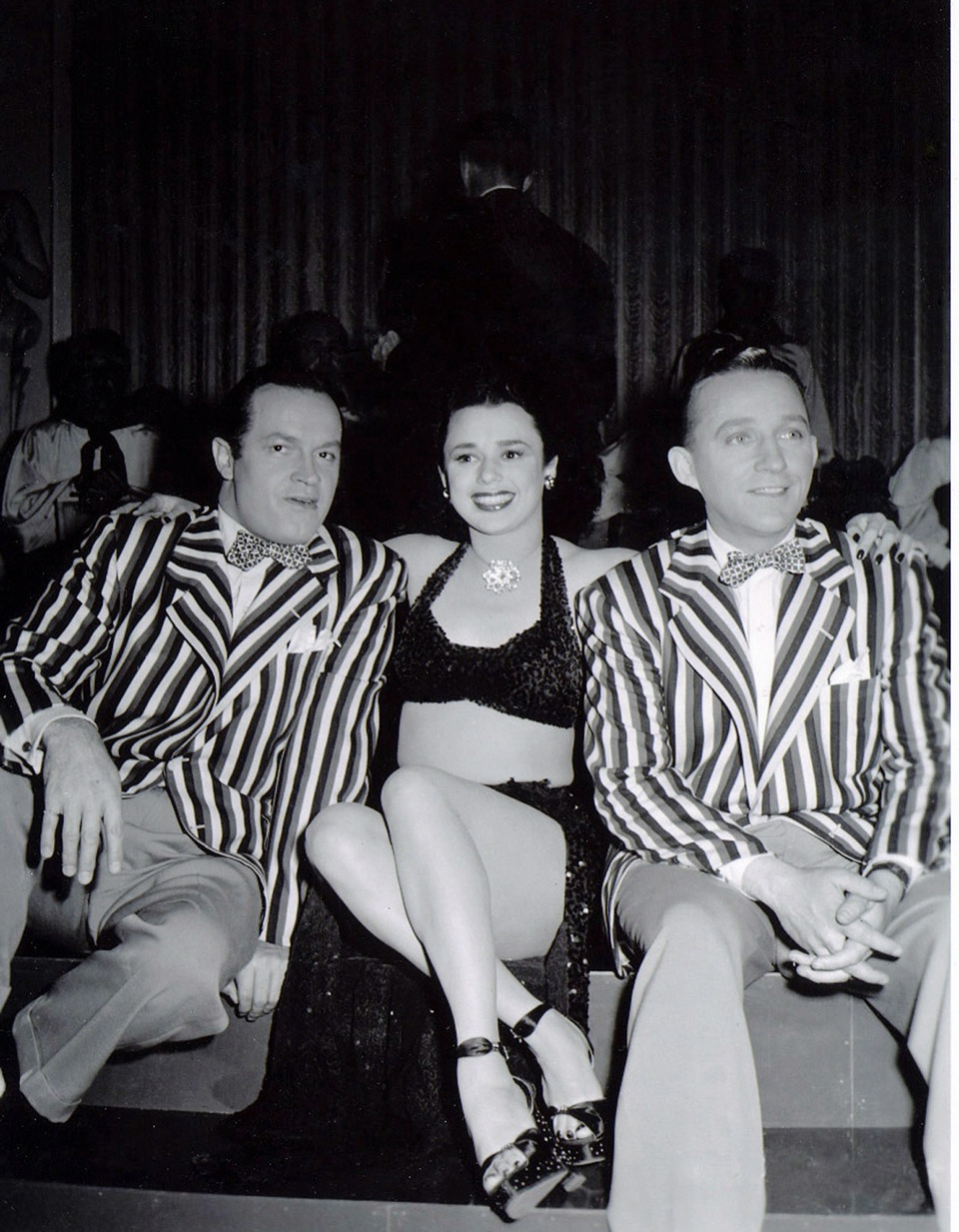
Bob Hope, Marquita Rivera i Bing Crosby w 1947 roku.

Ankieta z 2000 roku wykazała, że ze sprzedaną liczbą biletów do kina (1 077 900 000), Crosby był trzecim najpopularniejszym aktorem wszech czasów, zaraz po Clarku Gable (1 168 300 000 sprzedanych biletów) i Johnie Wayne (1 114 000 000 sprzedanych biletów).
Crosby zagrał w ponad siedemdziesięciu produkcjach filmowych oraz wydał ponad sto albumów muzycznych. Dokonał ponad 2000 nagrań komercyjnych, w tym „White Christmas”, najlepiej sprzedający się singiel wszech czasów (sprzedany w ponad 50 milionach egzemplarzy według Księgi rekordów Guinnessa), a także tysięcy innych nagrań dla filmu, radia i telewizji. Crosby sprzedał na całym świecie ponad miliard płyt i albumów. W Stanach Zjednoczonych jego utwory były 41 razy umieszczane na pierwszym miejscu list przebojów, czyli o wiele więcej niż utwory The Beatles (24) czy Elvisa Presleya (18). Jego nagrania trafiły na listy 396 razy – więcej niż nagrania Franka Sinatry (209 razy) czy Elvisa Presleya (149 razy). Tylko niektóre gwiazdy muzyczne, takie jak The Beatles czy Michael Jackson mogą rywalizować z wynikami sprzedaży Binga.
Bardzo często występował w programie telewizyjnym The Hollywood Palace jako prowadzący, gdzie pojawił się obok wielu popularnych artystów, z którymi śpiewał jako gość i osoba prowadząca program. Byli to między innymi: Bobbie Gentry („Put a Little Love in Your Heart” oraz „Okolona River Bottom Band” w 1969 roku), Glen Campbell („1432 Franklin Pike Circle Hero” w 1968 roku), The Temptations („My Girl” w 1969 roku), Phil Harris i Louis Armstrong („South Rampart Street Parade” w 1965 roku).
Duży dorobek w dyskografii zapewniły mu albumy zawierające piosenki wykonane przez niego w wielu musicalach filmowych. Zazwyczaj nie były to soundtracki, lecz nowe nagrania studyjne (zwłaszcza albumy z lat 40. takie jak: Selections from Going My Way, Selections from The Bells of St. Mary’s, Selections from Welcome Stranger, Selections from Showboat, czy The Emperor Waltz), lecz piosenkarz wydał także kilka ścieżek dźwiękowych (np. High Society z 1956 oraz The Road to Hong Kong z 1962).
Otrzymał 23 złote i platynowe płyty, zgodnie z książką Million Selling Records. Amerykańskie Stowarzyszenie Przemysłu Nagraniowego nie wprowadziło programu certyfikacji złotych płyt aż do 1958 roku. Przed 1958 r. złote płyty były przyznawane przez firmy fonograficzne.
W 1963 r. Crosby – jako pierwszy w historii – został wyróżniony nagrodą Grammy za całokształt twórczości.

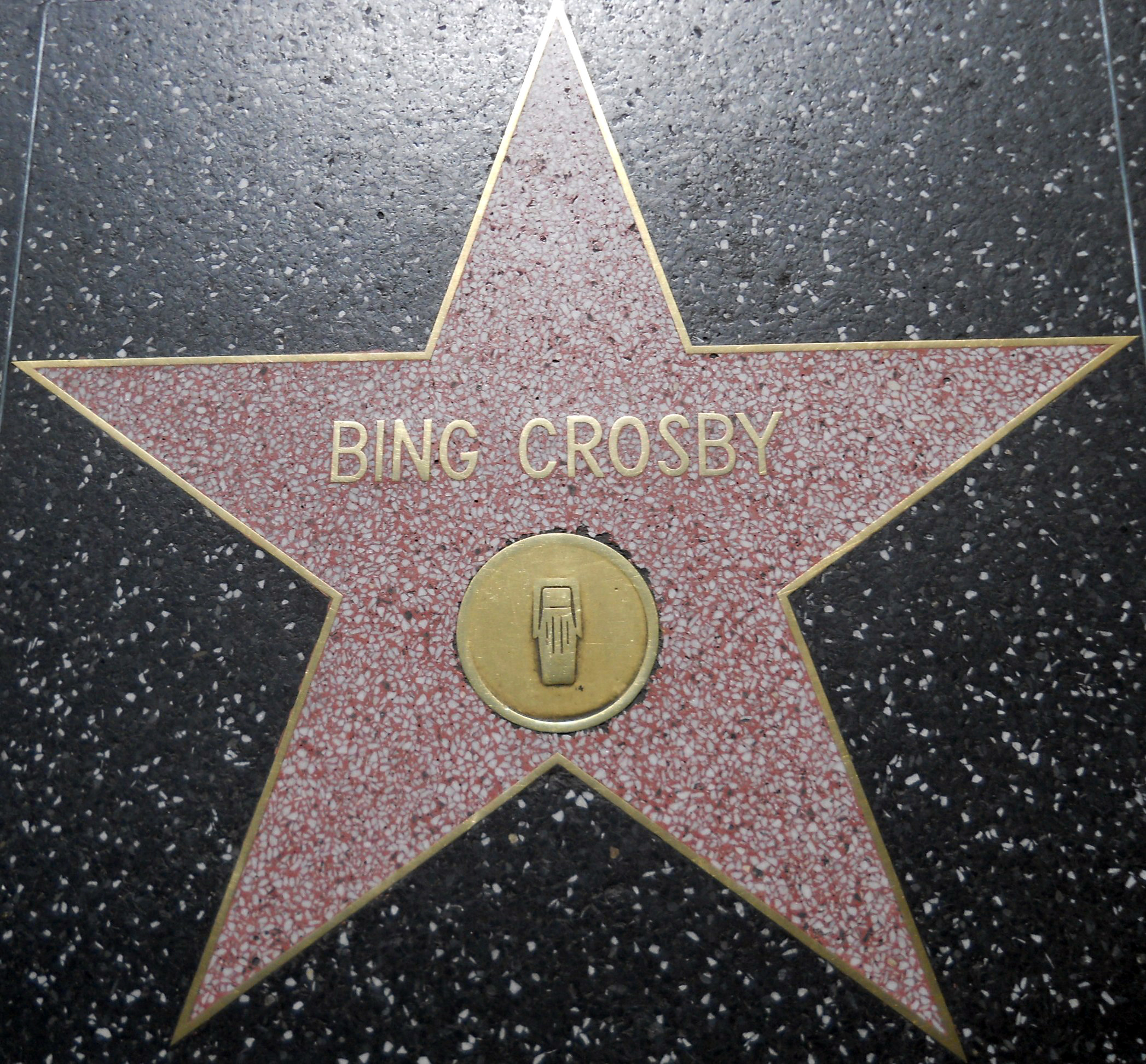
Jedna z trzech gwiazd Binga Crosby’ego w Hollywoodzkiej Alei Gwiazd.

Posiada trzy gwiazdy w Alei Gwiazd w Los Angeles w kategoriach: Radio, Nagranie muzyczne oraz Film kinowy.
Jest członkiem National Association of Broadcasters Hall of Fame w dziale radiowym.

### Pozostała działalność
Wraz z Frankiem Sinatrą Crosby był jednym z głównych sponsorów kompleksu studyjnego United Western Records w Los Angeles.

Według Shoshany Klebanoff: 

Crosby stał się jednym z najbogatszych ludzi w historii showbiznesu. Inwestował w nieruchomości, kopalnie, szyby naftowe, rancza dla bydła, konie wyścigowe, wydawnictwa muzyczne, drużyny baseballowe i telewizję. Zarobił wspaniałą fortunę współpracując z Minute Maid Orange Juice Corporation, w której był akcjonariuszem.

Bing był fanem wyścigów koni pełnej krwi. Swojego pierwszego konia wyścigowego kupił w 1935 roku. W 1937 został założycielem klubu Del Mar Thoroughbred Club i członkiem jego zarządu.
Crosby był również zapalonym rybakiem. Latem 1966 spędził tydzień jako gość Lorda Egremonta, przebywając w Cockermouth i łowiąc ryby na rzece Derwent. Jego podróż została nakręcona dla The American Sportsman w American Broadcasting Company.

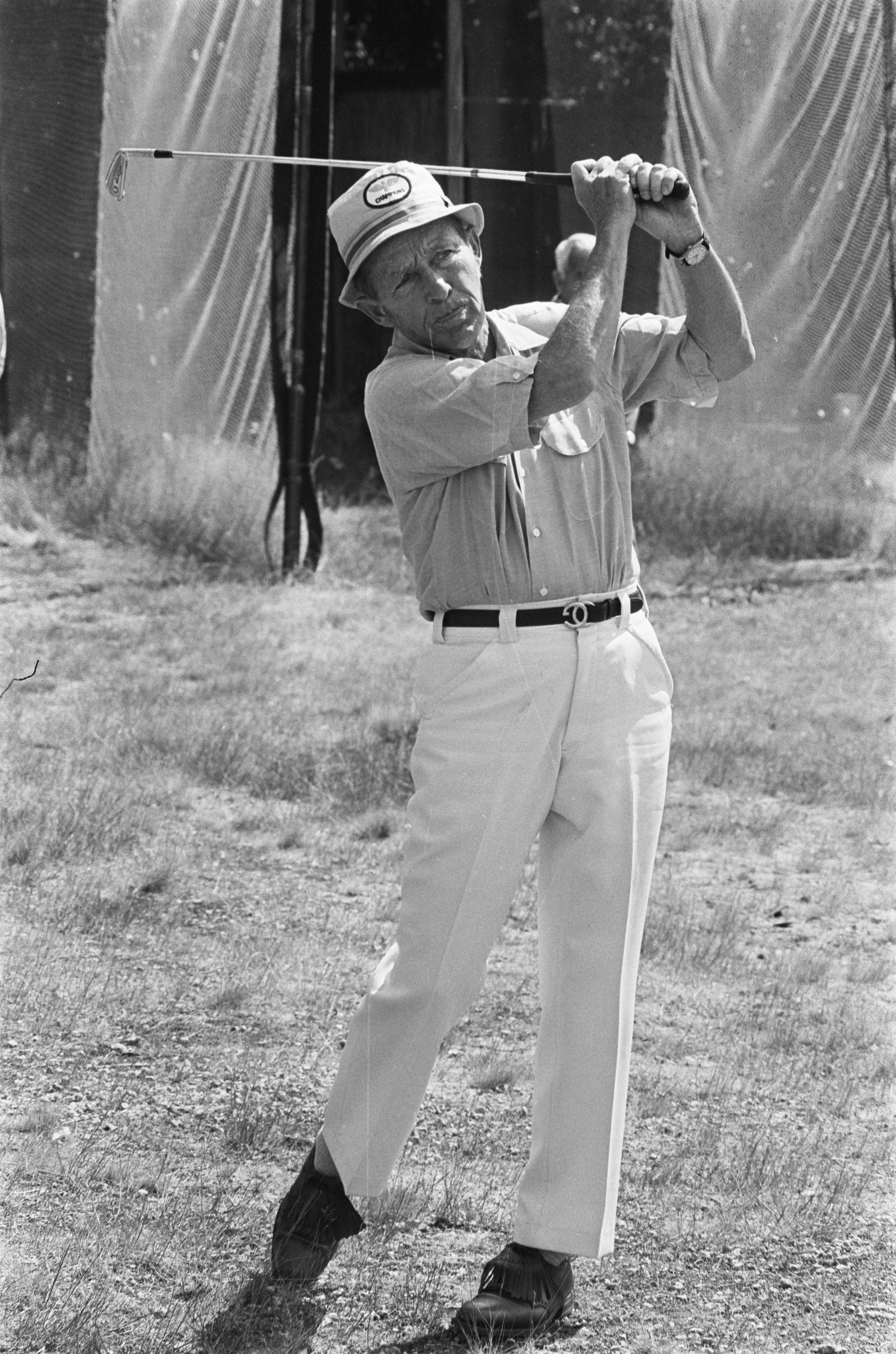
Bing grając w golfa (1975).

W 1950 roku Crosby stał się trzecią osobą, która zdobyła nagrodę Williama D. Richardsona, przyznawaną nieprofesjonalnemu golfiście, który konsekwentnie wnosi wybitny wkład w golfa. W 1978 roku, on i Bob Hope zostali odznaczeni nagrodą Bob Jones Award, najwyższym wyróżnieniem przyznanym przez United States Golf Association, w uznaniu za wybitne osiągnięcia sportowe. Bing jest również członkiem World Golf Hall of Fame.

### Ostatnie lata i śmierć
Po powrocie do zdrowia po przebytej infekcji grzybiczej prawego płuca w styczniu 1974, Crosby rozpoczął nagrywanie nowych albumów i kolejne trasy koncertowe. W marcu 1977 roku, po koncercie w Ambassador Auditorium w Pasadenie dla CBS z okazji 50. rocznicy jego działalności w showbiznesie, Crosby spadł ze sceny do dołu orkiestrowego, co spowodowało jego kolejny miesięczny pobyt w szpitalu. Jego pierwszym występem po wypadku był koncert, który odbył się 16 sierpnia 1977, w dniu śmierci Elvisa Presleya, w Concord Pavilion w Concord, w Kalifornii, podczas którego zabrakło prądu i Bing śpiewał dalej bez wzmocnienia.

We wrześniu Crosby, jego rodzina i piosenkarka Rosemary Clooney rozpoczęli trasę koncertową po Wielkiej Brytanii w London Palladium. Podczas pobytu w Wielkiej Brytanii Bing nagrał swój ostatni album, Seasons, a także swój ostatni świąteczny program telewizyjny, Bing Crosby’s Merrie Olde Christmas, z gościem specjalnym, którym był David Bowie. Program został wyemitowany nieco ponad miesiąc po śmierci Crosby’ego. Jego ostatni koncert odbył się w Brighton Center 10 października, cztery dni przed śmiercią, z udziałem brytyjskiej artystki Gracie Fields. Następnego dnia po raz ostatni pojawił się w studiu nagraniowym i zaśpiewał osiem piosenek w BBC Maida Vale Studios oraz przeprowadził wywiad z Alanem Dellem. Później tego samego popołudnia spotkał się z Chrisem Hardingiem, aby zrobić zdjęcia do okładki albumu Seasons.

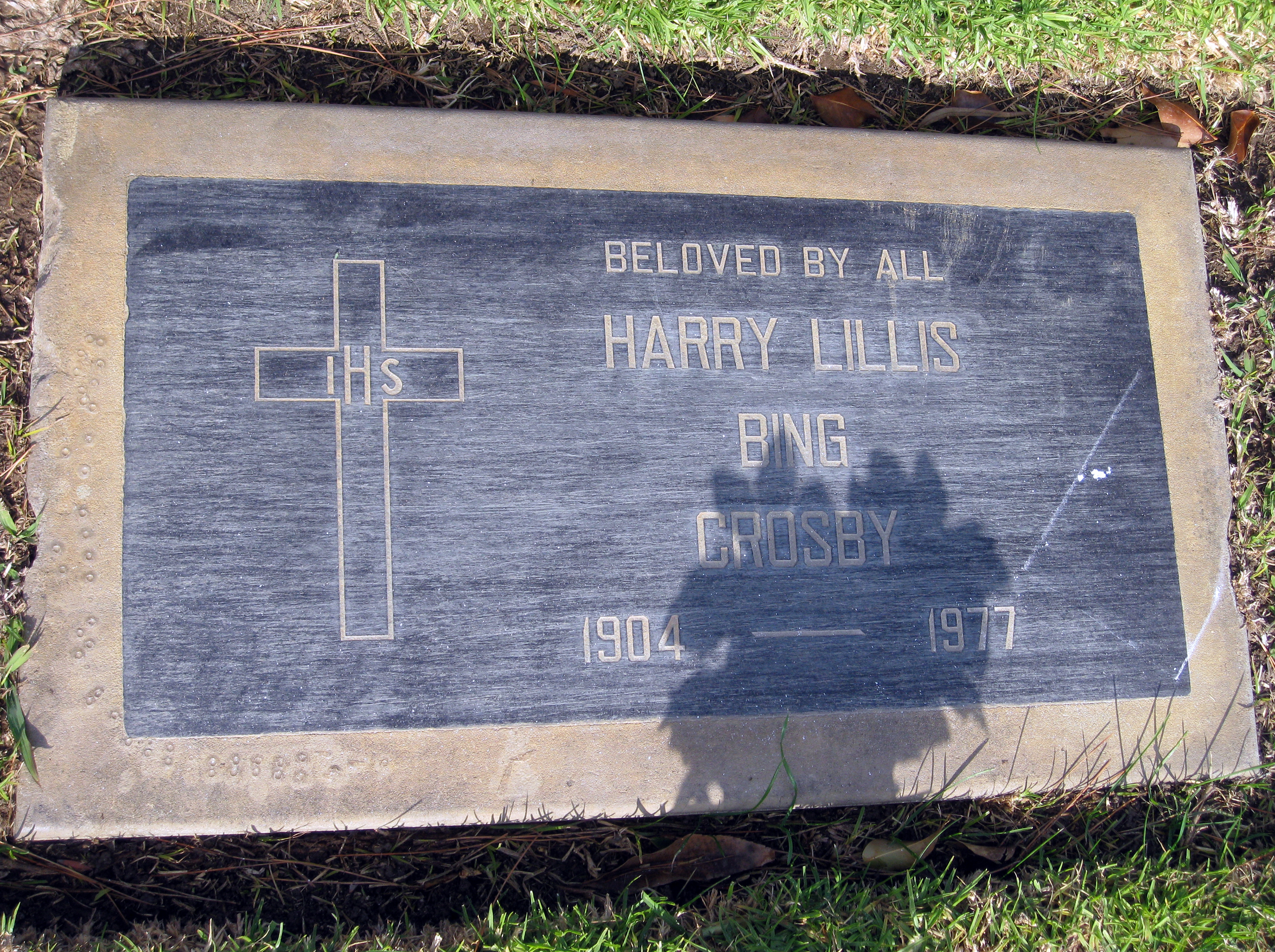
Grób Crosby’ego (na nagrobku widnieje błędny rok urodzenia).

13 października 1977 roku, Crosby poleciał samotnie do Hiszpanii, aby rozegrać tam parę towarzyskich meczów golfa. Piosenkarz zmarł 14 października 1977 roku na polu golfowym Golf La Moraleja w Madrycie w Hiszpanii, gdzie grał w golfa ze swoimi towarzyszami. Po skończonej grze Bing ukłonił się w stronę obserwujących go fanów i powiedział: „To była świetna gra w golfa, chłopaki”. Wracając do klubu nagle upadł i zmarł na miejscu z powodu potężnego zawału serca. Jego pogrzeb odbył się o 5.00 rano 18 października 1977 roku na Holy Cross Cemetery w Culver City w Kalifornii. Na ceremonii pogrzebowej byli obecni: żona Binga – Kathryn Grant Crosby, jego dzieci oraz rodzeństwo, a także Bob Hope, Rosemary Clooney i Phil Harris.

## Życie prywatne

### Życie rodzinne
Był dwukrotnie żonaty; po raz pierwszy z aktorką i piosenkarką Dixie Lee (1909–1952), z którą miał czterech synów: Gary Crosby (1933–1995), Dennis Crosby (1934–1991), Phillip Crosby (1934–2004) i Lindsay Crosby (1938–1989), a po jej śmierci z Kathryn Grant (1933–2024), z którą miał dwóch synów: Harry Crosby (ur. 1958), Nathaniel Crosby (ur. 1961) i córkę – Mary Crosby (ur. 1959).
Szczególnie w późnych latach 30. oraz 40. domowe życie Crosby’ego było tragicznie zdominowane przez nadmierny alkoholizm jego żony Dixie. Jego wysiłki, by ją wyleczyć za pomocą specjalistów, nie powiodły się. Zmęczony piciem żony starał się nawet o rozwód w styczniu 1941 roku, lecz nie doszedł on do skutku. W latach 40. Bing konsekwentnie zostawał coraz częściej w domu, starając się być tam jak najwięcej dla swoich dzieci. Po śmierci żony miał bliskie relacje z modelką Pat Sheehan (która poślubiła jego syna Dennisa w 1958 roku) oraz aktorkami Inger Stevens i Grace Kelly. Następnie poślubił o trzydzieści lat młodszą od siebie aktorkę Kathryn Grant, która przeszła na katolicyzm w 1957. Bing i jego rodzina mieszkali w okolicach San Francisco przez wiele lat. W 1963 roku on i jego żona Kathryn przeprowadzili się z trójką małych dzieci z Los Angeles do wartej 175 000 dolarów posiadłości Tudorów z 10 sypialniami w Hillsborough, ponieważ według syna Nathaniela nie chcieli wychowywać swoich dzieci w Hollywood. Ten dom został wystawiony na sprzedaż przez obecnych właścicieli w 2021 roku za 13,75 miliona dolarów. W 1965 rodzina przeniosła się do większego, 40-pokojowego domu w stylu francuskiego zamku na pobliskiej ulicy Jackling Drive, gdzie Kathryn Crosby nadal mieszkała po śmierci męża.
Crosby napisał testament, w którym zaznaczył, że żaden z synów nie otrzyma spadku, dopóki nie osiągnie wieku 65 lat. Zamiast tego będą oni otrzymywali kilka tysięcy dolarów miesięcznie z funduszu powierniczego pozostawionego w 1952 przez ich matkę, Dixie Lee. Lindsay Crosby zmarł w 1989 w wieku 51 lat, a Dennis Crosby w 1991 w wieku 56 lat (obaj przez samobójstwo z powodu ran postrzałowych). Gary Crosby zmarł na raka płuc w 1995 w wieku 62 lat, a Phillip Crosby na atak serca w 2004 w wieku 69 lat.

### Problemy z alkoholem
Crosby miał podobno problem z alkoholem na przełomie lat 20. i 30., ale poradził sobie z nałogiem w 1931 roku. Według biografa Giddinsa, podczas kłótni o picie z Garym Crosbym, Bing powiedział swojemu synowi w złości, że palenie marihuany byłoby lepsze niż picie tak dużej ilości alkoholu. Crosby powiedział Barbarze Walters w wywiadzie telewizyjnym z 1977 roku, że uważa, iż marihuana powinna zostać zalegalizowana.

### WspomnienieGary’ego Crosby’ego
Po śmierci Crosby’ego, jego najstarszy syn, Gary, napisał bardzo krytyczny pamiętnik, Going My Own Way (1983), przedstawiając swojego ojca jako okrutnego, zimnego człowieka, agresywnego fizycznie i psychicznie. Jednak córka Binga, Mary Crosby, powiedziała w wywiadzie, że Gary wyznał jej, iż wydawcy zachęcali go do wyolbrzymiania swoich twierdzeń i napisał książkę tylko dla pieniędzy. Autor najnowszej biografii Binga Crosby’ego, Gary Giddins, twierdził, że wspomnienia Gary’ego nie są wiarygodne w wielu przypadkach i nie można im ufać w opowieściach o nadużyciach.

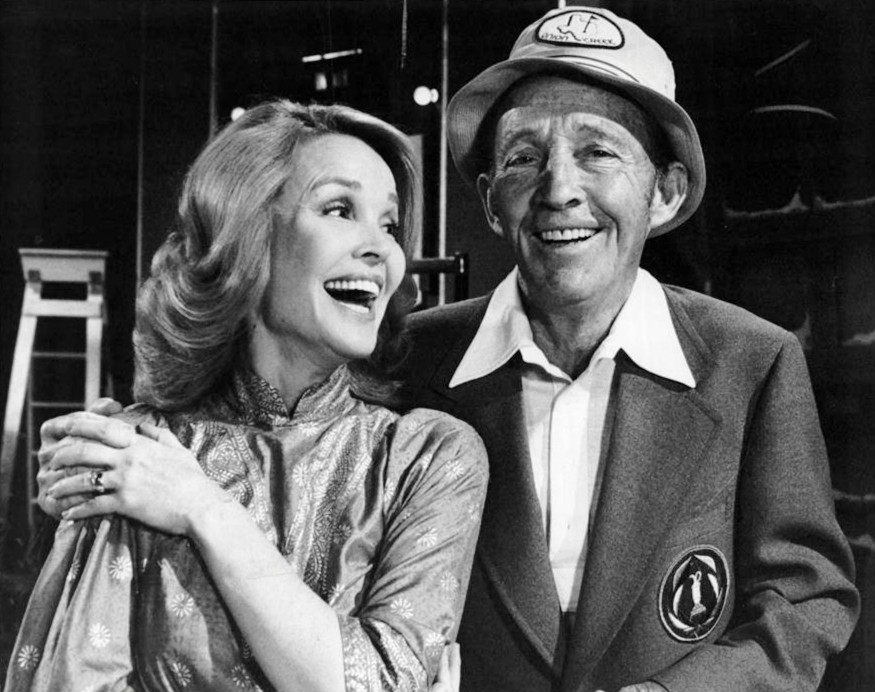
Bing i jego druga żona Kathryn Grant Crosby (1976).

## Upamiętnienie
Rodzina Crosby’ego stworzyła oficjalną stronę internetową 14 października 2007 roku, w 30 rocznicę śmierci Binga.
Bing Crosby Stadium we Front Royal w stanie Wirginia został nazwany na jego cześć, gdyż w latach 1948–1950 Crosby organizował zbiórkę funduszy na jego budowę.
W 2006 roku dawny Metropolitan Theatre of Performing Arts w Spokane w stanie Waszyngton został przemianowany na Bing Crosby Theater.
Planetoida (2825) Crosby z grupy pasa głównego planetoid odkryta 19 września 1938 roku w Union Observatory posiada nazwę właśnie od Binga Crosby’ego.

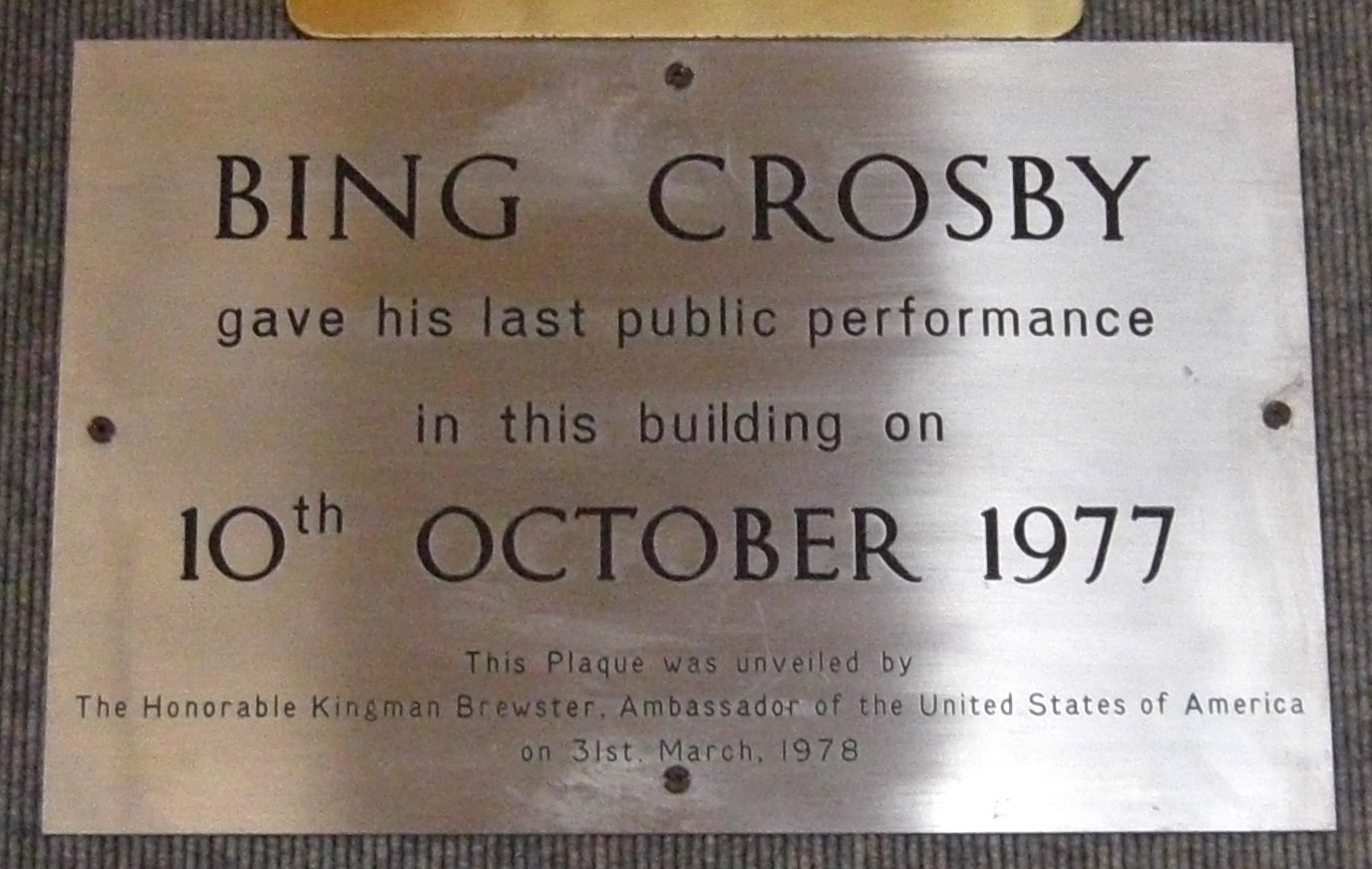
Tablica pamiątkowa w holu Brighton Centre.

W holu Brighton Centre, w miejscu gdzie odbył się jego ostatni koncert, umieszczono tablicę pamiątkową z imieniem i nazwiskiem piosenkarza.

## Najbliższa rodzina

### Rodzice
- Harry Lincoln Crosby (1871–1950); ojciec
- Catherine Crosby (1873–1964); matka

### Rodzeństwo
- Larry Crosby (1895–1975); brat
- Everett Crosby (1896–1966); brat
- Ted Crosby (1900–1973); brat
- Bob Crosby (1913–1993); brat
- Catherine Crosby (1905–1974); siostra
- Mary Rose Crosby (1907–1990); siostra

### Małżeństwa
- Dixie Lee (1909–1952); pierwsza żona
- Kathryn Grant Crosby (1933–2024); druga żona

### Dzieci
- Gary Crosby (1933–1995); syn z pierwszego małżeństwa
- Dennis Crosby (1934–1991); syn z pierwszego małżeństwa
- Phillip Crosby (1934–2004); syn z pierwszego małżeństwa
- Lindsay Crosby (1938–1989); syn z pierwszego małżeństwa
- Harry Crosby (ur. 1958); syn z drugiego małżeństwa
- Nathaniel Crosby (ur. 1961); syn z drugiego małżeństwa
- Mary Crosby (ur. 1959); córka z drugiego małżeństwa

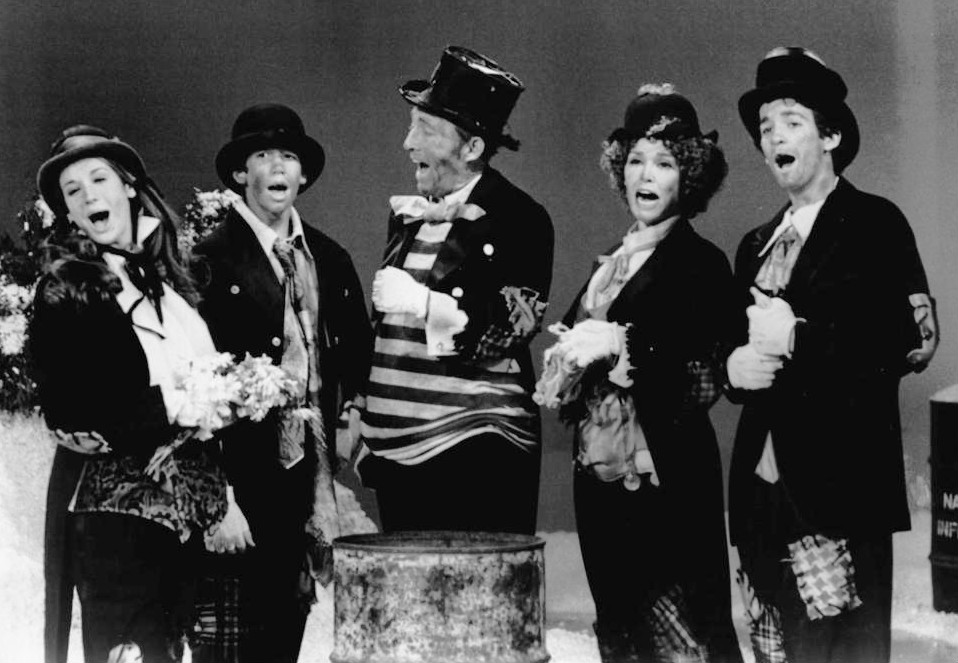
Zdjęcie Binga Crosby’ego i jego rodziny w skeczu z jego bożonarodzeniowego programu z 1974 roku. Od lewej: Mary Crosby, Nathaniel Crosby, Bing, Kathryn Grant Crosby i Harry Crosby.

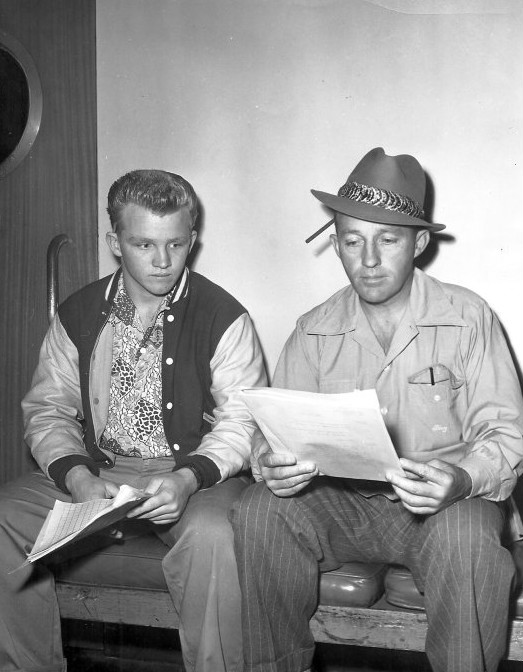
Bing Crosby i jego syn z pierwszego małżeństwa Gary Crosby (1951).

## Dyskografia
Poniższa lista przedstawia wyłącznie studyjne albumy piosenkarza. Jego pełna dyskografia, single, albumy grupowe 78obr./min, kompilacje oraz inne wydawnictwa opisane zostały w osobnym artykule.
- Ballad for Americans (1940)
  1. „Part One”
  2. „Part Four”
  3. „Part Two”
  4. „Part Three”

- Song Hits from Holiday Inn (1942) – z Fredem Astaire
  1. „Happy Holiday” (Crosby)
  2. „Be Careful, It’s My Heart” (Crosby)
  3. „Abraham” (Crosby)
  4. „Easter Parade” (Crosby)
  5. „I’ve Got Plenty to Be Thankful For” (Crosby)
  6. „Song of Freedom” (Crosby)
  7. „I’ll Capture Your Heart” (Crosby i Astaire)
  8. „Lazy” (Crosby)
  9. „You’re Easy to Dance With” (Astaire)
  10. „I Can’t Tell a Lie” (Astaire)
  11. „White Christmas” (Crosby)
  12. „Let’s Start the New Year Right” (Crosby)

- Selections from Going My Way (Academy Award Picture) (1945)
  1. „Going My Way”
  2. „Swinging on a Star”
  3. „Too-Ra-Loo-Ra-Loo-Ral”
  4. „The Day After Forever”
  5. „Ave Maria”
  6. „Home Sweet Home”

- Selections from The Bells of St. Mary’s (1946)
  1. „Aren't You Glad You're You?”
  2. „In the Land of Beginning Again”
  3. „The Bells of St. Mary's”
  4. „I'll Take You Home Again, Kathleen”
- The Happy Prince (1946) – z Orsonem Wellesem oraz Lurene Tuttle
  1. „Part 1”
  2. „Part 2”
  3. „Part 3”
  4. „Part 4”
- Selections from Road to Utopia (1946)
  1. „Put It There, Pal”  (z Bobem Hopem)
  2. „Road to Morocco”  (z Bobem Hopem)
  3. „Welcome to My Dream”
  4. „It’s Anybody’s Spring”
  5. „Personality”
  6. „Would You?”
- Blue Skies (A Paramount Technicolor Production) (1946) – z Fredem Astaire oraz Irvingiem Berlinem
  1. „Blue Skies” (Crosby)
  2. „(I’ll See You In) C-U-B-A” (Crosby i Trudy Erwin)
  3. „You Keep Coming Back Like a Song” (Crosby)
  4. „(Running Around in Circles) Getting Nowhere” (Crosby)
  5. „A Serenade to an Old-Fashioned Girl” (Crosby)
  6. „Everybody Step” (Crosby)
  7. „All By Myself” (Crosby)
  8. „I’ve Got My Captain Working for Me Now” (Crosby)
  9. „A Couple of Song and Dance Men” (Crosby i Astaire)
  10. „Puttin’ On the Ritz” (Astaire)

* Cała muzyka i teksty są autorstwa Irvinga Berlina.
- Selections from Welcome Stranger (1947)
  1. „As Long As I'm Dreaming”
  2. „Smile Right Back at the Sun”
  3. „Country Style (Square Dance)”
  4. „My Heart Is a Hobo”
- Our Common Heritage – Great Poems Celebrating Milestones in the History of America (1947) – z Brianem Donlevy, Agnes Moorehead, Fredrickiem Marchem, Walterem Hustonem oraz Patem O’Brien
  1. „The American Flag” (Donlevy)
  2. „Columbus” (Donlevy)
  3. „Barbara Frietchie” (Moorehead)
  4. „Landing of the Pilgrim Fathers” (Moorehead)
  5. „Paul Revere's Ride” (March)
  6. „Paul Revere's Ride” (March)
  7. „Hail, Columbia” (Huston)
  8. „Warren’s Address to American Soldiers / Concord Hymn” (Huston)
  9. „America” (O’Brien)
  10. „Sheridan’s Ride” (O’Brien)
  11. „The Star-Spangled Banner” (Crosby)
  12. „Old Ironsides” (Crosby)
  13. „Nancy Hanks” (Moorehead)
  14. „Lincoln, Man of the People” (Huston)
  15. „Abraham Lincoln Walks at Midnight” (Huston)
  16. „O Captain! My Captain!” (Huston)
- The Small One: A Christmas Story (1947)
  1. „Part One”
  2. „Part Four”
  3. „Part Two”
  4. „Part Three”
- The Man Without a Country (1947)
  1. „Part One”
  2. „Part Four”
  3. „Part Two”
  4. „Part Three”
- The Emperor Waltz: Selections from Paramount’s Technicolor Picture (1948)
  1. „Friendly Mountains”
  2. „The Kiss in Your Eyes”
  3. „I Kiss Your Hand, Madame”
  4. „Emperor Waltz”
- Selections from Road to Rio (1948) – z The Andrews Sisters
  1. „You Don't Have to Know the Language” (Crosby i The Andrews Sisters)
  2. „Apalachicola, Fla” (Crosby i The Andrews Sisters)
  3. „But Beautiful” (Crosby)
  4. „Experience” (Crosby)
- A Connecticut Yankee in King Arthur’s Court (1949)
  1. „Once and for Always”
  2. „If You Stub Your Toe on the Moon”
  3. „Busy Doing Nothing”
  4. „Twixt Myself and Me” (Murvyn Vye)
  5. „Once and for Always” (z Rhondą Fleming)
  6. „When Is Sometime” (z Rhondą Fleming)
- Christmas Greetings (1949)
  1. „Here Comes Santa Claus” (z The Andrews Sisters)
  2. „Twelve Days of Christmas” (z The Andrews Sisters)
  3. „You’re All I Want for Christmas”
  4. „The First Noel”
  5. „Christmas Carols – Part I”
  6. „Christmas Carols – Part ll”
- Ichabod – The Legend of Sleepy Hollow (1949)
  1. „Ichabod” (Pt. 1) (includes song „Ichabod”)
  2. „Ichabod” (Pt. 2) (includes song „Ichabod”)
  3. „Ichabod” (Pt. 3) (includes song „Katrina”)
  4. „Ichabod” (Pt. 4) (includes song „The Headless Horseman”)
- Top o’ the Morning / Emperor Waltz: Selections from the Paramount Pictures (1950)
  1. „You're in Love with Someone”
  2. „Top o' the Morning”
  3. „Oh, 'Tis Sweet to Think”
  4. „The Donovans”
  5. „Friendly Mountains”
  6. „The Kiss in Your Eyes”
  7. „I Kiss Your Hand, Madame”
  8. „Emperor Waltz”
- Songs from Mr. Music (1950) – z The Andrews Sisters oraz Dorothy Kirsten
  1. „Life Is So Peculiar” (Crosby i The Andrews Sisters)
  2. „High on the List” (Crosby i The Andrews Sisters)
  3. „And You’ll Be Home” (Crosby)
  4. „Accidents Will Happen” (Crosby)
  5. „Once More the Blue and White” (Crosby)
  6. „Wouldn’t It Be Funny” (Crosby)
  7. „Accidents Will Happen” (Crosby i Kirsten)
  8. „Milady” (Crosby i Kirsten)
- Bing Crosby Sings the Song Hits from... (1951)
  1. „Marrying for Love”
  2. „The Best Thing for You (Would Be Me)”
  3. „If I Were a Bell” (z Patty Andrews)
  4. „I've Never Been in Love Before”
  5. „The Little Gray House”
  6. „Stay Well”
  7. „The Yodel Blues”
  8. „The Big Movie Show in the Sky”
- Beloved Hymns (1951)
  1. „He Leadeth Me”
  2. „What a Friend We Have in Jesus”
  3. „Rock of Ages Cleft for Me”
  4. „All Hail the Power of Jesus’ Name”
  5. „Holy, Holy, Holy, Lord God Almighty”
  6. „O God, Our Help in Ages Past”
  7. „Mother Dear, O Pray For Me”
  8. „O Lord, I Am Not Worthy”
- Selections from the Paramount Picture „Just for You” (1952) – z Jane Wyman oraz The Andrews Sisters
  1. „Just for You” (Crosby)
  2. „On the 10:10 from Ten-Ten-Tennessee” (Crosby)
  3. „He’s Just Crazy for Me” (Wyman)
  4. „Checkin’ My Heart” (Wyman)
  5. „Zing a Little Zong” (Crosby i Wyman)
  6. „The Maiden of Guadalupe” (Wyman)
  7. „I'll Si-si Ya in Bahia” (Crosby i The Andrews Sisters)
  8. „The Live Oak Tree” (Crosby i The Andrews Sisters)
- Road to Bali (Selections From The Paramount Picture) (1952) – z Bobem Hopem oraz Peggy Lee
  1. „The Road to Bali” (Crosby i Hope)
  2. „To See You Is to Love You” (Crosby)
  3. „Chicago Style” (Crosby i Hope)
  4. „The Merry-go-run-around” (Crosby, Lee i Hope)
  5. „Moonflowers” (Lee)
  6. „Hoot Mon” (Crosby i Hope)
- Le Bing: Song Hits of Paris (1953)
  1. „Mademoiselle de Paris”
  2. „Embrasse-moi bien”
  3. „Mon Cœur est un Violon”
  4. „La Vie en rose”
  5. „La Seine”
  6. „Au bord de l’eau”
  7. „La Mer”
  8. „Tu ne peux pas te figurer”
- Some Fine Old Chestnuts (1954)
  1. „Do You Ever Think of Me”
  2. „I Never Knew (That Roses Grew)”
  3. „Somebody Loves Me”
  4. „After You've Gone”
  5. „Sleepy Time Gal”
  6. „Dinah”
  7. „I Never Knew (I Could Love Anybody)”
  8. „I Can't Give You Anything but Love, Baby”
- Selections from Irving Berlin’s White Christmas (1954) – z Dannym Kaye, Trudy Stevens oraz Peggy Lee
  1. „The Old Man”/„Gee I Wish I Was Back in the Army” (Crosby i Kaye)
  2. „Sisters” (Lee)
  3. „The Best Things Happen While You're Dancing” (Kaye)
  4. „Snow” (Crosby, Kaye, Lee oraz Stevens)
  5. „Blue Skies”/„I'd Rather See a Minstrel Show/Mandy” (Crosby i Kaye)
  6. „Choreography” (Kaye)
  7. „Count Your Blessings Instead of Sheep” (Crosby)
  8. „Love, You Didn't Do Right by Me” (Lee)
  9. „What Can You Do with a General?” (Crosby)
  10. „White Christmas” (Crosby, Kaye, Lee oraz Stevens)
- Bing: A Musical Autobiography (1954)

* 6 płyt LP, część utworów to nowe nagrania studyjne oprawione komentarzami Crosby’ego, natomiast kolejna część to oryginalne nagrania z poprzednich lat, które również zawierają komentarze piosenkarza.
- The Country Girl / Little Boy Lost: Bing Crosby Sings Selections from the Paramount Picture (1955)
  1. „It's Mine, It's Yours (The Pitchman)”
  2. „The Search Is Through”
  3. „Dissertation on the State of Bliss (Love and Learn)” (z Patty Andrews)
  4. „The Land Around Us”
  5. „The Magic Window”
  6. „A Propos De Rien”
  7. „Cela M'est Egal (If It's All the Same to You)”
  8. „Violets and Violins”
- Songs I Wish I Had Sung the First Time Around (1956)
  1. „April Showers”
  2. „When My Baby Smiles at Me”
  3. „My Blue Heaven”
  4. „A Little Kiss Each Morning”
  5. „Prisoner of Love”
  6. „Ain’t Misbehavin'”
  7. „Paper Doll”
  8. „This Love of Mine”
  9. „Thanks for the Memory”
  10. „Blues in the Night”
  11. „Mona Lisa”
  12. „Memories Are Made of This”
- Bing Sings Whilst Bregman Swings (1956)
  1. „The Song Is You”
  2. „Mountain Greenery”
  3. „Cheek to Cheek”
  4. „’Deed I Do”
  5. „Heat Wave”
  6. „Blue Room”
  7. „Have You Met Miss Jones?”
  8. „I’ve Got Five Dollars”
  9. „They All Laughed”
  10. „Nice Work If You Can Get It”
  11. „September in the Rain”
  12. „Jeepers Creepers”
- Bing with a Beat (1957)
  1. „Let a Smile Be Your Umbrella”
  2. „I'm Gonna Sit Right Down and Write Myself a Letter”
  3. „Along the Way to Waikiki”
  4. „Exactly Like You”
  5. „Dream a Little Dream of Me”
  6. „Last Night on the Back Porch”
  7. „Some Sunny Day”
  8. „Whispering”
  9. „Tell Me”
  10. „Mack the Knife”
  11. „Down Among the Sheltering Palms”
  12. „Mama Loves Papa”
- A Christmas Story – An Axe, an Apple and a Buckskin Jacket (1957)
  1. „How Lovely Is Christmas”
  2. „There have been almost 2000 Christmases...”
  3. „An Axe, an Apple and a Buckskin Jacket”
  4. „Now this cabin was so remote...”
  5. „Boy at a Window”
  6. „All of a sudden young Jethro heard...”
  7. „Young Jethro Swung His Mighty Axe”
  8. „Soon the cleared field looked mighty fine...”
  9. „Johnny Appleseed”
  10. „...and sure enough there was Dan'l Boone!”
  11. „Incident on Rogers Creek”
  12. „Well, of course young Jethro thought...”
  13. „How Lovely Is Christmas” (powtórzenie)
- Ali Baba and the Forty Thieves (1957)
  1. „A long time ago in Persia” (narracja)
  2. „Year In, Year Out”
  3. „Ali Baba always hoped” (narracja) / „My Own Individual Star”
  4. „40 Thieves 40” (chór)
  5. „Open Sesame”
  6. „My Own Individual Star”
  7. „Well now, Ali Baba’s brother, Kassim” (narracja)
  8. „One Rich Brother”
  9. „Open Sesame! Kassim was trapped!” (narracja)
  10. „One of us is a thief” (chór)
  11. „I Love You Whoever You Are”
  12. „One Rich Brother”
  13. „They All Lived Happily Ever After”
- New Tricks (1957)
  1. „When I Take My Sugar to Tea”
  2. „On the Alamo”
  3. „I'm Confessin'”
  4. „Between the Devil and the Deep Blue Sea”
  5. „Georgia on My Mind”
  6. „Chicago”
  7. „You're Driving Me Crazy”
  8. „Avalon”
  9. „Chinatown, My Chinatown”
  10. „If I Could Be with You”
  11. „Softly, as in a Morning Sunrise”
  12. „Alabamy Bound”
- The Bible Story of Christmas (Narrated by Bing Crosby) (1957)
  1. „Behold a Virgin Bearing Him”
  2. „Silent Night”
  3. „The First Nowell”
  4. „A Child Is Born in Bethlehem”
  5. „Angels We Have Heard on High”
  6. „O Come, Little Children”
  7. „Welcome, Son of Mary”
  8. „O Come, All Ye Faithful”
- Never Be Afraid: A Musical Version of The Emperor's New Clothes (1958)
  1. „The Best Dressed Man in the World” (chór)
  2. „The Best Dressed Man in the World”
  3. „Never Be Afraid”
  4. „Medley of musical score”
- Jack B. Nimble – A Mother Goose Fantasy (1958)
  1. „Once upon a Time”
  2. „One Early Afternoon”
  3. „Medley: Old King Cole / Sing a Song of Sixpence / Mistress Mary / Humpty Dumpty / Little Boy Blue”
  4. „We Don’t Know Where We’re Going”
  5. „For Want of a Nail”
  6. „Star Light, Star Bright”
  7. „Jack B. Nimble”
  8. „The Candlestick Suite”
  9. „The Candlestick Suite”
  10. „The Candlestick Suite”
- Fancy Meeting You Here (1958) – z Rosemary Clooney
  1. „Fancy Meeting You Here”
  2. „(I’d Like to Get You on a) Slow Boat to China”
  3. „I Can’t Get Started”
  4. „Hindustan”
  5. „It Happened in Monterey”
  6. „You Came a Long Way from St. Louis”
  7. „Love Won’t Let You Get Away”
  8. „How About You?”
  9. „Brazil”
  10. „Isle of Capri”
  11. „Say ‘Si Si’ (Para Vigo Me Voy)”
  12. „Calcutta”
  13. „Love Won’t Let You Get Away” (powtórzenie)
- How the West Was Won (1960) – z Rosemary Clooney, Samem Hintonem, Jack Halloran Singers, Jimmiem Driftwoodem, The Tarrytown Trio, The Deseret Mormon Choir oraz The Salt Lake Mormon Tabernacle Choir
  1. „Shenandoah” (chór i orkiestra)
  2. „Extract from Carl Sandburg” (Crosby)
  3. „Bound for the Promised Land” (Crosby i Clooney)
  4. „En Roulant Ma Boule Roulant” (Crosby i Jack Halloran Singers)
  5. „Lupita Divina” (Crosby i The Tarrytown Trio)
  6. „The Sioux Indians” (Hinton)
  7. „Extract from Carl Sandburg" / "Shenandoah” (Crosby)
  8. „Crossing the Plains” (Crosby i Clooney)
  9. „Buffalo Boy” (Hinton)
  10. „Sweet Betsy from Pike” (Clooney)
  11. „Ox Driving Song” (Driftwood)
  12. „Will You Go Out West with Me” (Hinton)
  13. „Buffalo Gals” (Crosby i Clooney)
  14. „General Custer” (Driftwood)
  15. „All 'Pewtrified'” (narracja) (Crosby)
  16. „Will You Come to the Bower” (Crosby)
  17. „Bile Them Cabbage Down” (Hinton)
  18. „Green Grow the Lilacs” (Crosby i Clooney)
  19. „A Ripping Trip” (Hinton)
  20. „What Was Your Name in the States” (Driftwood)
  21. „California Ball” (Clooney)
  22. „When I Went Off to Prospect” (Crosby)
  23. „Lane County Bachelor” (Hinton)
  24. „Old Settler's Song (Acres of Clams)” (Crosby)
  25. „Drill, Ye Tarriers, Drill” (Jack Halloran Singers)
  26. „A Railroader's Bride I'll Be” (Clooney)
  27. „Nine Hundred Miles” (Crosby)
  28. „Billy the Kid” (Driftwood)
  29. „Hang Me, Oh Hang Me!” (Crosby)
  30. „Jesse James” (Driftwood)
  31. „Skip to My Lou” (Crosby i Clooney)
  32. „Crawdad Song” (The Tarrytown Trio)
  33. „Careless Love” (Clooney)
  34. „Hell in Texas” (Hinton)
  35. „Jennie Jenkins” (Crosby i Clooney)
  36. „Streets of Laredo” (Crosby)
  37. „Down by the Brazos” (Hinton)
  38. „Git Along, Little Dogies” (Crosby)
  39. „Buckskin Joe” (Crosby)
  40. „Red River Valley” (Crosby)
  41. „The Handcart Song” (The Deseret Mormon Choir)
  42. „The Spirit of God Like a Fire Is Burning” (The Deseret Mormon Choir)
  43. „Come, Come, Ye Saints” (The Salt Lake Mormon Tabernacle Choir)
- Join Bing and Sing Along (33 Great Songs) (1960)
  1. „Take Me Out to the Ball Game / Meet Me in St. Louis / Peggy O’Neil”
  2. „K-K-K-Katy / Mairzy Doats / Old MacDonald Had a Farm”
  3. „Aura Lea / Cuddle up a Little Closer”
  4. „Daisy Bell / The Bowery / After the Ball”
  5. „Long, Long Ago / On the Banks of the Wabash / Seeing Nellie Home”
  6. „Shoo Fly, Don't Bother Me / Oh, Dem Golden Slippers / On the Road to Mandalay”
  7. „Give My Regards to Broadway / Mary's a Grand Old Name / You're a Grand Old Flag”
  8. „When You Wore a Tulip / You Were Meant for Me
  9. ”Goodbye, My Lady Love / Linger Awhile / Heart of My Heart
  10. „Doodle Doo-Doo / All I Do Is Dream of You”
  11. „Alice Blue Gown / I Love You Truly / When I Grow Too Old to Dream”
  12. „There'll Be a Hot Time in the Old Town Tonight / Toot, Toot, Tootsie, (Goo'bye) / Ta-ra-ra Boom-de-ay”
- Bing & Satchmo (1960) – z Louisem Armstrongiem
  1. „Muskrat Ramble”
  2. „Sugar (That Sugar Baby O’ Mine)”
  3. „The Preacher”
  4. „Dardanella”
  5. „Let's Sing Like a Dixieland Band”
  6. „Way Down Yonder in New Orleans”
  7. „Brother Bill”
  8. „Little Ol' Tune”
  9. „At the Jazz Band Ball”
  10. „Rocky Mountain Moon”
  11. „Bye Bye Blues”
  12. „(Up a) Lazy River” (utwór bonusowy na płycie CD z 2009 roku)
- 101 Gang Songs (1961)
  1. „Shine On, Harvest Moon / That's Where My Money Goes / Harrigan/ Listen to the Mocking Bird”
  2. „Flow Gently, Sweet Afton / Believe Me, if All Those Endearing Young Charms / Drink to Me Only with Thine Eyes”
  3. „Sweet Rosie O’Grady / My Sweetheart's the Man in the Moon / Forty-Five Minutes from Broadway / Goodbye, My Lover, Goodbye”
  4. „When the Saints Go Marching In / Little David, Play on Your Harp / Joshua Fit the Battle of Jericho / Hand Me Down My Walking Cane / Ezekiel Saw the Wheel”
  5. „While Strolling Through the Park One Day / Today Is Monday / Big Rock Candy Mountain / Oh Dear! What Can the Matter Be? / Oh Where, Oh Where Has My Little Dog Gone?”
  6. „Annie Laurie / Loch Lomond / Bluebells of Scotland / Comin' Thro' the Rye”
  7. „Hello! Ma Baby / The Girl I Left Behind Me / (Won't You Come Home) Bill Bailey / Wait for the Wagon / Row, Row, Row Your Boat”
  8. „Sweet Adeline / On Top of Old Smoky / Down in the Valley / In the Good Old Summer Time”
  9. „This Old Man / Schnitzelbank / Pop Goes the Weasel / Careless Love”
  10. „Li'l Liza Jane / Cindy / Where Did You Get That Hat? / So Long Mary / Three Blind Mice”
  11. „Anchors Aweigh / Tramp! Tramp! Tramp! / Blow the Man Down / For He's a Jolly Good Fellow”
  12. „Love's Old Sweet Song / Kathleen Mavourneen / Juanita”
  13. „My Wild Irish Rose / Come Back to Erin / Killarney / The Minstrel Boy”
  14. „In the Gloaming / Stars of the Summer Night* / Come Where My Love Lies Dreaming”
  15. „Little Annie Rooney / Du, du liegst mir im Herzen / Ach Du Lieber Augustine / Lovely Evening / Goodnight to You All”
  16. „She'll Be Coming 'Round the Mountain / Our Boys Will Shine Tonight / The Gospel Train / Walk Together Children / The Nut-Brown Maid”
  17. „Casey Jones / Polly Wolly Doodle / The Man Who Broke the Bank at Monte Carlo / I've Been Working on the Railroad / Asleep in the Deep”
  18. „The Battle Hymn of the Republic / America* / When Johnny Comes Marching Home / America the Beautiful”
  19. „There Is a Tavern in the Town / Oh! Susanna / Maryland, My Maryland / Carry Me Back to Old Virginny / The Bear Went Over the Mountain”
  20. „Gumtree Canoe / Dear Evelina / Sweet and Low*”
  21. „My Gal Sal / I Don't Want to Play in Your Yard / School Days* / Abdul Abulbul Amir”
  22. „Heaven, Heaven / Mary, Don't You Weep / Jacob's Ladder / Nobody Knows the Trouble I've Seen / Roll, Jordan, Roll”
  23. „O Sole Mio / Funiculì, Funiculà / My Grandfather's Clock / Keemo Kimo”
  24. „Sweet Genevieve / Santa Lucia / In the Evening by the Moonlight / Goodnight, Ladies”

* – tylko orkiestra i chór
- El Señor Bing (1961)
  1. „In the Still of the Night / I Could Have Danced All Night”
  2. „C'est Magnifique / Taking a Chance on Love”
  3. „Heavenly Night / My Shawl”
  4. „Marta, Rambling Rose of the Wildwood / The Rose in Her Hair”
  5. „How High the Moon / Old Devil Moon”
  6. „Pagan Love Song / Cuban Love Song”
  7. „Ramona / Amapola”
  8. „Malaguena (At the Crossroads) / Andalucia (The Breeze and I)”
  9. „Down Argentina Way / What a Diff'rence a Day Made”
  10. „Again / Allez-Vous-En”
- On the Happy Side (1962)
  1. „Singin' in the Rain / Darktown Strutters' Ball”
  2. „My Little Grass Shack in Kealakekua, Hawaii / Around Her Neck She Wore a Yellow Ribbon”
  3. „Me and My Shadow”
  4. „Five Foot Two, Eyes of Blue / Marching Along Together”
  5. „Should I? (Reveal Exactly How I Feel) / Blue Moon”
  6. „Cecilia”
  7. „Gimme a Little Kiss (Will Ya, Huh?) / When the Red, Red Robin (Comes Bob, Bob, Bobbin' Along)”
  8. „The Loveliest Night of the Year”
  9. „Don't Sit Under the Apple Tree (with Anyone Else but Me) / My Pony Boy”
  10. „The Man on the Flying Trapeze”
  11. „A-Tisket, A-Tasket / Billy Boy”
  12. „Forever and Ever”
- I Wish You a Merry Christmas (1962)
  1. „Winter Wonderland”
  2. „Have Yourself a Merry Little Christmas”
  3. „What Child Is This? / The Holly and the Ivy”
  4. „The Little Drummer Boy”
  5. „O Holy Night”
  6. „The Littlest Angel”
  7. „Let It Snow! Let It Snow! Let It Snow!”
  8. „Hark! The Herald Angels Sing / It Came upon the Midnight Clear”
  9. „Frosty the Snowman”
  10. „Pat-a Pan / While Shepherds Watched Their Sheep”
  11. „I Wish You a Merry Christmas”
- Holiday in Europe (1962)
  1. „April in Portugal”
  2. „C'est si bon”
  3. „Never on Sunday”
  4. „More and More Amor”
  5. „Moment in Madrid”
  6. „Morgen”
  7. „Two Shadows on the Sand”
  8. „Under Paris Skies”
  9. „Domenica”
  10. „Pigalle”
  11. „My Heart Still Hears the Music (A Letter to Pinocchio)”
  12. „Melancolie”
- Reprise Musical Repertory Theatre (1963) – zestaw 4 albumów, w tym 3 albumy z udziałem Binga
  - Finian's Rainbow
    1. „Overture”
    2. „This Time of the Year” (The Hi-Lo's)
    3. „How Are Things in Glocca Morra?” (Rosemary Clooney)
    4. „If This Isn't Love” (Dean Martin i The Hi-Lo's)
    5. „Look to the Rainbow” (Rosemary Clooney)
    6. „Something Sort of Grandish” (Crosby i Debbie Reynolds)
    7. „Old Devil Moon” (Frank Sinatra)
    8. „Necessity” (Sammy Davis Jr.)
    9. „When I'm Not Near the Girl I Love” (Frank Sinatra)
    10. „When the Idle Poor Become the Idle Rich” (Lou Monte i Mary Kaye Trio)
    11. „The Begat” (The McGuire Sisters)
    12. „How Are Things in Glocca Morra?” (Clark Dennis)
    13. „The Great Come-And-Get It Day” (Sammy Davis Jr.)

  - South Pacific
    1. „Overture”
    2. „Dites-Moi” (The McGuire Sisters)
    3. „A Cockeyed Optimist” (Jo Stafford)
    4. „Twin Soliloquies” (Frank Sinatra i Keely Smith)
    5. „Some Enchanted Evening” (Frank Sinatra)
    6. „(I'm in Love with) a Wonderful Guy” (Keely Smith)
    7. „Younger Than Springtime” (Crosby)
    8. „Bali Ha'i” (Jo Stafford)
    9. „There Is Nothing Like a Dame” (Sammy Davis Jr.)
    10. „I'm Gonna Wash That Man Right Outa My Hair” (Dinah Shore)
    11. „Bloody Mary” (The Hi-Lo's)
    12. „Happy Talk” (Debbie Reynolds)
    13. „Younger Than Springtime” (The Hi-Lo's)
    14. „This Nearly Was Mine” (Frank Sinatra)
    15. „Honey Bun” (Dinah Shore)
    16. „You've Got to Be Carefully Taught” (Sammy Davis Jr.)
    17. „Some Enchanted Evening” (Frank Sinatra i Rosemary Clooney)

  - Guys and Dolls
    1. „Overture”
    2. „Fugue for Tinhorns” (Crosby, Dean Martin, Frank Sinatra)
    3. „I'll Know” (Jo Stafford)
    4. „The Oldest Established (Permanent Floating Crap Game in New York)” (Crosby, Dean Martin, Frank Sinatra)
    5. „A Bushel and a Peck” (The McGuire Sisters)
    6. „Guys and Dolls” (Dean Martin i Frank Sinatra)
    7. „If I Were a Bell” (Dinah Shore)
    8. „I've Never Been in Love Before” (Frank Sinatra)
    9. „Take Back Your Mink” (Debbie Reynolds)
    10. „More I Cannot Wish You” (Clark Dennis)
    11. „Adelaide's Lament” (Debbie Reynolds)
    12. „Luck Be a Lady” (Frank Sinatra)
    13. „Sue Me” (Debbie Reynolds i Allan Sherman)
    14. „Sit Down, You're Rockin' the Boat” (Sammy Davis Jr.)
    15. „Guys and Dolls” (Dean Martin i Frank Sinatra)

- Return to Paradise Islands (1964)
  1. „Return to Paradise”
  2. „The Hukilau Song”
  3. „The Old Plantation”
  4. „Lovely Hula Hands”
  5. „Love and Aloha”
  6. „Keep Your Eyes on the Hands”
  7. „Adventures in Paradise”
  8. „Frangipani Blossom”
  9. „Forevermore”
  10. „Farewell My Tane”
  11. „Beautiful Kahana”
  12. „Home in Hawaii (King’s Serenade)”
- America, I Hear You Singing (1964) – z Frankiem Sinatrą oraz Fredem Waringiem
  1. „America, I Hear You Singing” (Waring & The Pennsylvanians)
  2. „This Is a Great Country” (Crosby)
  3. „The House I Live In” (Sinatra)
  4. „The Hills of Home” (Waring & The Pennsylvanians)
  5. „This Land Is Your Land” (Crosby)
  6. „Give Me Your Tired, Your Poor” (Waring & The Pennsylvanians)
  7. „You're a Lucky Fellow, Mr. Smith” (Sinatra)
  8. „A Home in the Meadow” (Crosby)
  9. „Early American” (Sinatra)
  10. „You Never Had It So Good” (Crosby i Sinatra)
  11. „Let Us Break Bread Together” (Crosby i Sinatra)
  12. „The Stars and Stripes Forever” (Waring & The Pennsylvanians)
- Robin and the 7 Hoods: Original Score From The Motion Picture Musical Comedy (1964) – z Deanem Martinem, Frankiem Sinatrą, Sammym Davisem Jr. oraz Peterem Falkiem
  1. „Overture”
  2. „My Kind of Town” (Sinatra)
  3. „All for One and One for All” (Falk i chór)
  4. „Don't Be a Do-Badder” (Crosby)
  5. „Any Man Who Loves His Mother” (Martin)
  6. „Style” (Crosby, Martin, Sinatra)
  7. „Mister Booze” (Crosby, Davis Jr., Martin, Sinatra i chór)
  8. „I Like to Lead When I Dance” (Sinatra)
  9. „Bang! Bang!” (Davis Jr.)
  10. „Charlotte Couldn't Charleston” (chór)
  11. „Give Praise! Give Praise! Give Praise!” (chór)
  12. „Don't Be a Do-Badder (Finale)” (Crosby, Davis Jr., Martin, Sinatra)
- 12 Songs of Christmas (1964) – z Frankiem Sinatrą oraz Fredem Waringiem
  1. „White Christmas” (Waring & The Pennsylvanians)
  2. „It's Christmas Time Again” (Crosby)
  3. „Go Tell It on the Mountain” (Crosby i Sinatra)
  4. „An Old-Fashioned Christmas” (Sinatra)
  5. „Where Angels Sang of Peace” (Waring & The Pennsylvanians)
  6. „The Little Drummer Boy” (Sinatra)
  7. „I Heard the Bells on Christmas Day” (Sinatra)
  8. „Do You Hear What I Hear?” (Waring & The Pennsylvanians)
  9. „The Secret of Christmas” (Crosby)
  10. „The Twelve Days of Christmas” (Waring & The Pennsylvanians)
  11. „Christmas Candles” (Crosby)
  12. „We Wish You the Merriest” (Crosby i Sinatra)
- Bing Crosby Sings the Great Country Hits (1965)
  1. „Oh Lonesome Me”
  2. „Heartaches by the Number”
  3. „Four Walls”
  4. „Crazy Arms”
  5. „Bouquet of Roses”
  6. „Wabash Cannonball”
  7. „Wolverton Mountain”
  8. „Hello Walls”
  9. „A Little Bitty Tear”
  10. „Jealous Heart”
  11. „Still”
  12. „Sunflower”
- That Travelin’ Two-Beat (1965) – z Rosemary Clooney
  1. „That Travelin' Two-Beat”
  2. „New Vienna Woods”
  3. „Knees Up Mother Brown”
  4. „Roamin' in the Gloamin'”
  5. „Adios Senorita”
  6. „Come to the Mardi Gras”
  7. „Hear That Band”
  8. „The Daughter of Molly Malone”
  9. „The Poor People of Paris”
  10. „I Get Ideas”
  11. „Ciao, Ciao, Bambina”
  12. „That Travelin' Two-Beat” (powtórzenie)
- Bing Crosby’s Treasury – The Songs I Love (1966)

* To sześciopłytowy album zawierający osiemdziesiąt cztery utwory wybrane przez Binga Crosby’ego, z których dwanaście nagrał, a pozostałe utwory były grane przez samą orkiestrę.
- Thoroughly Modern Bing (1968)
  1. „Talk to the Animals”
  2. „Love Is Blue (L'amour est bleu)”
  3. „Ding-Dong! The Witch Is Dead”
  4. „Chim Chim Cher-ee”
  5. „(I Call You) Sunshine”
  6. „High Hopes”
  7. „Thoroughly Modern Millie”
  8. „My Friend, the Doctor”
  9. „Up, Up and Away”
  10. „Puff, the Magic Dragon”
  11. „What's More American?”
- Bing Crosby’s Treasury – The Songs I Love (1968)

* To sześciopłytowy zestaw płyt LP zawierający sześćdziesiąt utworów wybranych przez Binga Crosby’ego, z których trzydzieści sześć nagrał, a pozostałe utwory były grane przez samą orkiestrę.
- Hey Jude/Hey Bing! (1969)
  1. „Hey Jude”
  2. „Little Green Apples”
  3. „Livin' On Lovin'”
  4. „Just For Tonight”
  5. „Both Sides Now”
  6. „Lonely Street”
  7. „The Straight Life”
  8. „It's All In The Game”
  9. „More And More”
  10. „Those Were The Days”
- A Time to Be Jolly (1971)
  1. „A Time to Be Jolly”
  2. „I Sing Noel”
  3. „'Round and 'Round the Christmas Tree”
  4. „The First Family of Christmas”
  5. „The Song of Christmas”
  6. „A Christmas Toast”
  7. „And the Bells Rang”
  8. „Christmas Is”
  9. „When You Trim Your Christmas Tree”
  10. „Christmas Is Here to Stay”
- Bing ’n’ Basie (1972) – z Countem Basie
  1. „Gentle on My Mind”
  2. „Everything Is Beautiful”
  3. „Gonna Build a Mountain”
  4. „Sunrise, Sunset”
  5. „Hangin' Loose”
  6. „All His Children”
  7. „Put Your Hand in the Hand”
  8. „Snowbird”
  9. „Little Green Apples”
  10. „Sugar, Don't You Know”
  11. „Have a Nice Day”
- A Southern Memoir (1975)
  1. „On the Alamo”
  2. „Alabamy Bound”
  3. „Where the Morning Glories Grow”
  4. „Stars Fell on Alabama”
  5. „Carolina in the Morning”
  6. „Swanee”
  7. „Way Down Yonder in New Orleans”
  8. „Georgia on My Mind”
  9. „Cryin' for the Carolines”
  10. „She Is the Sunshine of Virginia”
  11. „When It's Sleepy Time Down South”
  12. „Sailing Down the Chesapeake Bay”
- That’s What Life Is All About (1975)
  1. „That’s What Life Is All About”
  2. „Breezin' Along with the Breeze”
  3. „No Time at All”
  4. „I Love to Dance Like They Used to Dance”
  5. „Have a Nice Day”
  6. „The Pleasure of Your Company"/"Roamin' in the Gloamin” (z Johnnym Mercerem)
  7. „The Best Things in Life Are Free”
  8. „Some Sunny Day”
  9. „Bont Vivant”
  10. „Good Companions – And Points Beyond” (z Johnnym Mercerem)
  11. „Send in the Clowns”
  12. „The Good Old Times”
  13. „That’s What Life Is All About” (powtórzenie)
- A Couple of Song and Dance Men (1975) – z Fredem Astaire
  1. „Roxie”
  2. „Top Billing”
  3. „Sing”
  4. „It's Easy to Remember (And So Hard to Forget)” (tylko Astaire)
  5. „In the Cool, Cool, Cool of the Evening”
  6. „Pick Yourself Up”
  7. „How Lucky Can You Get”
  8. „I've a Shooting Box in Scotland”
  9. „Change Partners” (tylko Crosby)
  10. „Mr. Keyboard Man (The Entertainer)”
  11. „Spring, Spring, Spring”
  12. „A Couple of Song and Dance Men”
  13. „Top Billing” (reprise; finale)
- Tom Sawyer (1976)

* Album składający się z trzech płyt winylowych zawierających skrócone opowiadania klasycznej powieści Marka Twaina Przygody Tomka Sawyera czytanych przez Binga Crosby’ego.
- At My Time of Life (1976)
  1. „At My Time of Life”
  2. „Cabaret”
  3. „Something to Remember You By”
  4. „Heat Wave”
  5. „My Heart Stood Still”
  6. „Razzle Dazzle”
  7. „Hello, Dolly”
  8. „How Are Things in Glocca Morra?”
  9. „I Got Rhythm”
  10. „Looking at You”
  11. „I’ll Never Fall in Love Again”
  12. „Thou Swell”
  13. „With a Song in My Heart”
  14. „Great Day”
- Feels Good, Feels Right (1976)
  1. „Feels Good, Feels Right”
  2. „Once in a While”
  3. „As Time Goes By”
  4. „Old Fashioned Love”
  5. „Time on My Hands”
  6. „The Way We Were”
  7. „There’s Nothing That I Haven’t Sung About”
  8. „The Night Is Young and You’re So Beautiful”
  9. „Nevertheless”
  10. „The Rose in Her Hair”
  11. „What’s New?”
  12. „When I Leave the World Behind”
- Beautiful Memories (1977)
  1. „Beautiful Memories”
  2. „A Little Love and Understanding”
  3. „My Resistance Is Low”
  4. „Children”
  5. „Déjà Vu (As Tho’ You Never Went Away)”
  6. „When a Child Is Born”
  7. „The More I See You”
  8. „What I Did for Love”
  9. „Yours Sincerely”
  10. „We've Only Just Begun”
  11. „The Woman on Your Arm”
  12. „The Only Way to Go”
- Bingo Viejo (1977)
  1. „Maria Bonita”
  2. „Green Eyes”
  3. „Amapola”
  4. „Bésame Mucho”
  5. „Cuando calienta el sol”
  6. „Eres tú”
  7. „La Borrachita”
  8. „Frenesí”
  9. „Spanish Eyes”
  10. „The Breeze and I”
- Seasons: The Closing Chapter (1977)
  1. „Seasons”
  2. „On the Very First Day of the Year”
  3. „June in January”
  4. „Spring Will Be a Little Late This Year”
  5. „April Showers”
  6. „June Is Bustin' Out All Over”
  7. „In the Good Old Summer Time”
  8. „Summer Wind”
  9. „Autumn in New York”
  10. „September Song”
  11. „Sleigh Ride”
  12. „Yesterday When I Was Young”
- On the Sentimental Side (2010)
  1. „My Bonnie” / „The Band Played On”
  2. „Always” / „Wishing (Will Make It So)”
  3. „Remember” / „Put On Your Old Grey Bonnet”
  4. „All Alone” / „In the Shade of the Old Apple Tree”
  5. „How Can I Leave Thee” / „A Bird in a Gilded Cage” / „The Sidewalks of New York”
  6. „If I Didn't Care” / „Blueberry Hill”
  7. „Beautiful Dreamer” / „The Last Rose of Summer”
  8. „Roll on Silver Moon” / „Now the Day Is Over”
  9. „Tom Dooley” / „The Old Gray Mare”
  10. „Together” / „What'll I Do”
  11. „Look for the Silver Lining” / „Say It with Music”
  12. „Did You Ever See a Dream Walking?” / „A Pretty Girl Is Like a Melody”
  13. „Because”
  14. „Love's Old Sweet Song”
  15. „Smilin' Through”
  16. „Whither Thou Goest”
  17. „Too Ra Loo Ra Loo Ral”

## Radio

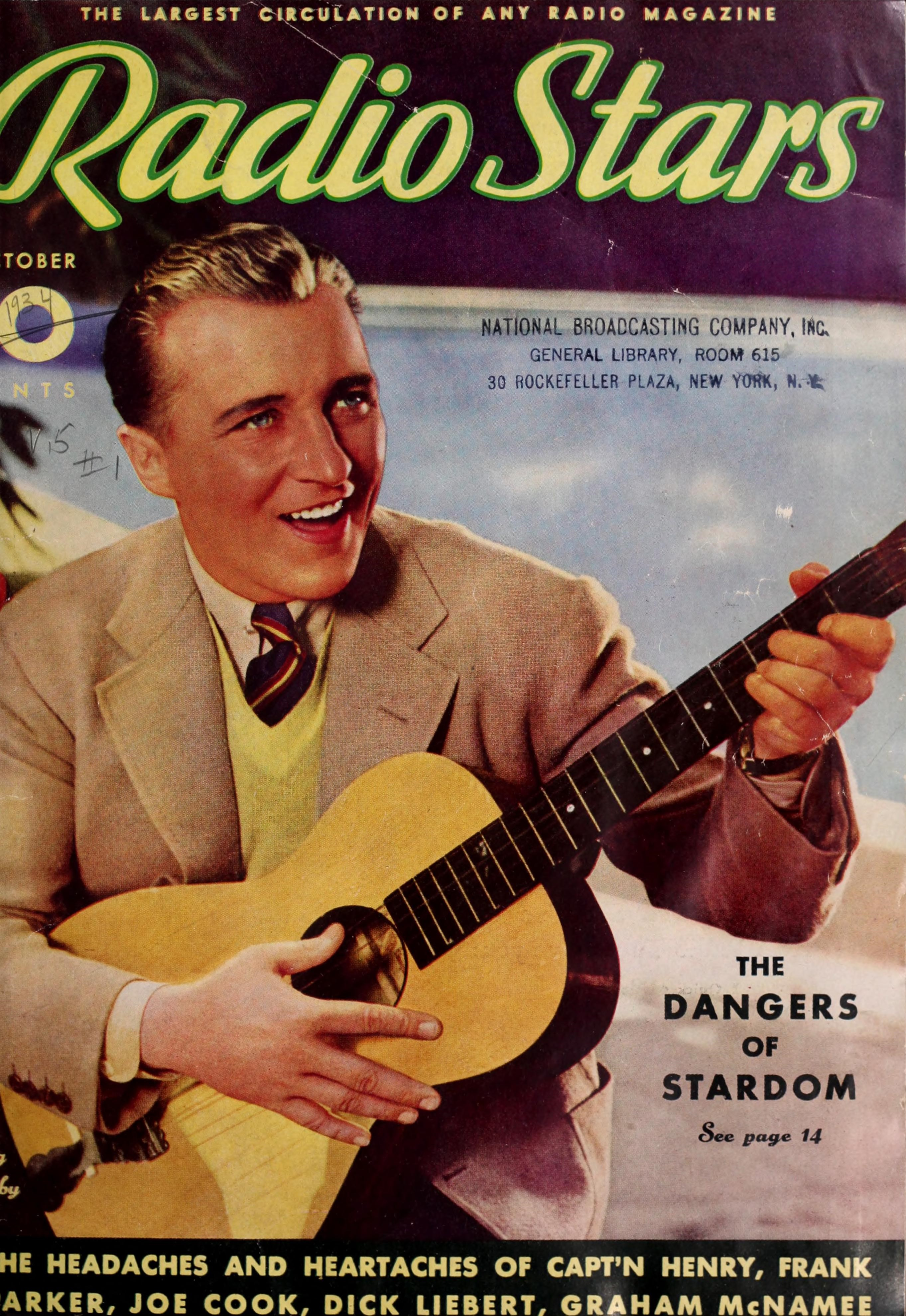
Radio Stars (1934)

Programy radiowe Binga Crosby’ego emitowane w latach 1931–1962:
| Lata emisji | Tytuł                                                 | Stacja radiowa     | Emisja                                                                 |
| Lata 30.    | Lata 30.                                              | Lata 30.           | Lata 30.                                                               |
| ----------- | ----------------------------------------------------- | ------------------ | ---------------------------------------------------------------------- |
| 1931        | 15 Minutes with Bing Crosby                           | CBS                | 6 razy w tygodniu przez 15 minut                                       |
| 1931–1932   | The Cremo Singer                                      | CBS                | 6 razy w tygodniu przez 15 minut                                       |
| 1932        | 15 Minutes with Bing Crosby                           | CBS                | 2–3 razy w tygodniu przez 15 minut                                     |
| 1933        | Chesterfield Cigarettes Presents Music that Satisfies | CBS                | 2 razy w tygodniu przez 15 minut                                       |
| 1933–1935   | Bing Crosby Entertains                                | CBS                | co tydzień przez 30 minut                                              |
| 1935–1946   | Kraft Music Hall                                      | NBC                | co czwartek przez 60 minut (do 1943), następnie przez 30 minut         |
| Lata 40.    |                                                       |                    |                                                                        |
| 1941–1945   | Bing Crosby on Armed Forces Radio in World War II     |                    |                                                                        |
| 1946–1949   | Philco Radio Time                                     | ABC                | raz w tygodniu przez 30 minut                                          |
| 1948–1950   | This Is Bing Crosby (The Minute Maid Show)            | CBS                | od poniedziałku do piątku przez 15 minut                               |
| 1949–1952   | The Bing Crosby – Chesterfield Show                   | CBS                | raz w tygodniu przez 30 minut                                          |
| Lata 50.    |                                                       |                    |                                                                        |
| 1952–1954   | The Bing Crosby Show for General Electric             | CBS                | raz w tygodniu przez 30 minut                                          |
| 1954–1956   | The Bing Crosby Show                                  | CBS                | 5 razy w tygodniu przez 15 minut                                       |
| 1955–1962   | A Christmas Sing with Bing                            | CBS, VOA oraz AFRS | 1 godzinę rocznie                                                      |
| 1957–1958   | The Ford Road Show Featuring Bing Crosby              | CBS                | 5 razy w tygodniu przez 5 minut                                        |
| Lata 60.    |                                                       |                    |                                                                        |
| 1960–1962   | The Bing Crosby – Rosemary Clooney Show               | CBS                | 5 razy w tygodniu przez 20 minut (wraz z piosenkarką Rosemary Clooney) |

## Nagrody i nominacje

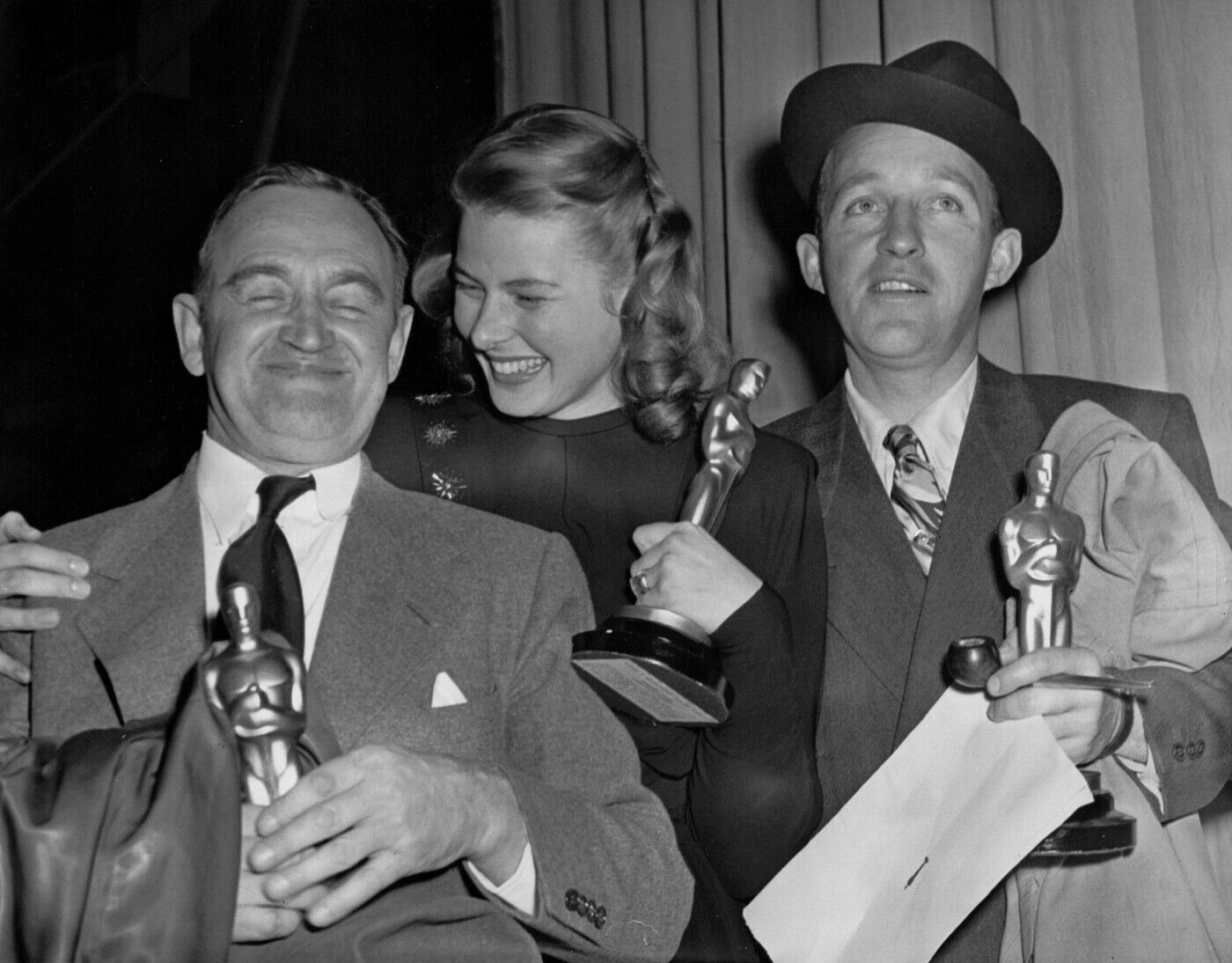
Od lewej: Barry Fitzgerald, Ingrid Bergman i Bing Crosby podczas 17-stej ceremonii wręczenia Oscarów (1945).

### Nagrody filmowe i muzyczne
| Rok  | Nagroda                                                | Kategoria                          | Film                            | Wynik     |
| ---- | ------------------------------------------------------ | ---------------------------------- | ------------------------------- | --------- |
| 1944 | Nagroda Stowarzyszenia Nowojorskich Krytyków Filmowych | Najlepszy aktor                    | Idąc moją drogą                 | Wygrana   |
| 1944 | Photoplay Awards                                       | Najpopularniejsza męska gwiazda    |                                 | Wygrana   |
| 1945 | Photoplay Awards                                       | Najpopularniejsza męska gwiazda    |                                 | Wygrana   |
| 1945 | Nagroda Akademii Filmowej                              | Najlepszy aktor pierwszoplanowy    | Idąc moją drogą                 | Wygrana   |
| 1946 | Photoplay Awards                                       | Najpopularniejsza męska gwiazda    |                                 | Wygrana   |
| 1946 | Nagroda Akademii Filmowej                              | Najlepszy aktor pierwszoplanowy    | Dzwony Najświętszej Marii Panny | Nominacja |
| 1947 | Photoplay Awards                                       | Najpopularniejsza męska gwiazda    |                                 | Wygrana   |
| 1948 | Photoplay Awards                                       | Najpopularniejsza męska gwiazda    |                                 | Wygrana   |
| 1952 | Złoty Glob                                             | Najlepszy aktor filmowy            | Przybywa narzeczony             | Nominacja |
| 1954 | Nagroda Stowarzyszenia Nowojorskich Krytyków Filmowych | Najlepszy aktor                    | Dziewczyna z prowincji          | Wygrana   |
| 1954 | National Board of Review                               | Najlepszy aktor                    |                                 | Wygrana   |
| 1955 | Nagroda Akademii Filmowej                              | Najlepszy aktor pierwszoplanowy    | Dziewczyna z prowincji          | Nominacja |
| 1958 | Laurel Awards                                          | Najlepsza męska gwiazda            |                                 | Nominacja |
| 1959 | Laurel Awards                                          | Najlepsza męska gwiazda            |                                 | Nominacja |
| 1960 | Laurel Awards                                          | Złoty laureat Top Male Performance | Say One for Me                  | Nominacja |
| 1960 | Złoty Glob                                             | Nagroda Cecila B. DeMille’a        |                                 | Wygrana   |
| 1961 | Laurel Awards                                          | Najlepsza męska gwiazda            |                                 | Nominacja |
| 1962 | Laurel Awards                                          | Nagroda specjalna                  |                                 | Wygrana   |
| 1963 | Grammy Lifetime Achievement Award                      |                                    |                                 | Wygrana   |
| 1970 | Peabody Award                                          |                                    |                                 | Wygrana   |
| 1974 | American Music Award                                   | Nagroda za zasługi                 |                                 | Wygrana   |

### Piosenki nominowane doOscara
Od 1934 roku (od kiedy została ustalona kategoria Oscar za najlepszą piosenkę oryginalną) do 1960 roku Bing Crosby uzyskał taką liczbę nominowanych piosenek, jakiej nie zdobył żaden inny piosenkarz. Jego czternaście nominacji przyniosło cztery wygrane. Jest to rekord, który nigdy nie został pobity.
| Rok  | Utwór                                     | Film, w którym została wykonana piosenka | Wynik     |
| ---- | ----------------------------------------- | ---------------------------------------- | --------- |
| 1934 | „Love in Bloom”                           | Miłość dla początkujących                | Nominacja |
| 1936 | „Pennies from Heaven”                     | Grosze z nieba                           | Nominacja |
| 1937 | „Sweet Leilani”                           | Waikiki Wedding                          | Wygrana   |
| 1940 | „Only Forever”                            | Rhythm on the River                      | Nominacja |
| 1942 | „White Christmas”                         | Gospoda świąteczna                       | Wygrana   |
| 1944 | „Swinging on a Star”                      | Idąc moją drogą                          | Wygrana   |
| 1945 | „Ac-Cent-Tchu-Ate the Positive”           | Here Come the Waves                      | Nominacja |
| 1945 | „Aren’t You Glad You’re You”              | Dzwony Najświętszej Marii Panny          | Nominacja |
| 1946 | „You Keep Coming Back Like a Song”        | Blue Skies                               | Nominacja |
| 1951 | „In the Cool, Cool, Cool of the Evening”  | Przybywa narzeczony                      | Wygrana   |
| 1952 | „Zing a Little Zong”                      | Just for You                             | Nominacja |
| 1954 | „Count Your Blessings (Instead of Sheep)” | Białe Boże Narodzenie                    | Nominacja |
| 1956 | „True Love”                               | Wyższe sfery                             | Nominacja |
| 1960 | „The Second Time Around”                  | Najwyższy czas                           | Nominacja |

### Grammy Hall of Fame
Cztery utwory Crosby’ego zostały wprowadzone do Grammy Hall of Fame, która jest przyznawana nagraniom, które w roku nadania mają co najmniej 25 lat oraz które wpłynęły na bieg muzycznej historii.
| Bing Crosby: Grammy Hall of Fame | Bing Crosby: Grammy Hall of Fame            | Bing Crosby: Grammy Hall of Fame | Bing Crosby: Grammy Hall of Fame |
| Rok nagrania                     | Utwór                                       | Wytwórnia                        | Rok wprowadzenia                 |
| -------------------------------- | ------------------------------------------- | -------------------------------- | -------------------------------- |
| 1936                             | „Pennies from Heaven”                       | Decca Records                    | 2004                             |
| 1942                             | „White Christmas”                           | Decca Records                    | 1974                             |
| 1944                             | „Swinging on a Star”                        | Decca Records                    | 2002                             |
| 1944                             | „Don’t Fence Me In” (z The Andrews Sisters) | Decca Records                    | 1998                             |